# استان خراسان رضوی
استان خراسان رضوی استانی با مرکزیّت مشهد در شمال شرق ایران است. واژهٔ رضوی در نام این استان، به آرامگاه علی بن موسی الرضا در مرکز این استان اشاره دارد. استان خراسان رضوی با استان‌های خراسان شمالی، خراسان جنوبی و استان سمنان و کشورهای افغانستان و ترکمنستان همسایه است. برپایه سیستم اطلاعات جغرافیایی بیشترین درازای این استان ۴۵۰ کیلومتر است. خراسان رضوی در سال ۱۳۸۳ با تصویب قانون تقسیم استان خراسان در مجلس شورای اسلامی و تأیید شورای نگهبان، با ازهم گشایی استان خراسان به‌وجود آمد. گستره استان ۱۱۸٬۸۵۴ کیلومتر مربع بوده که از این نگر پنجمین استان بزرگ کشور است. جمعیت استان خراسان رضوی برپایه سرشماری سال ۱۳۹۵ بالغ بر ۶٬۴۳۴٬۵۰۱ نفر بوده که پس از استان تهران پرجمعیت ترین استان کشور می‌باشد.
استان خراسان رضوی از ۳۴ شهرستان، ۸۲ بخش، ۱۷۹ دهستان و ۹۶ شهر تشکیل شده است  که پس از استان فارس، پرشهرستان‌ترین استان در ایران است.

## تاریخ و پیشینه
خراسان، در درازای تاریخ شاهد پیدایش و فروپاشی دودمان‌ها و دولت‌های بسیاری در قلمرو خود بوده است. اقوام گوناگون اعراب، ترک‌ها، کردها و ترکمن‌ها زمان به زمان به این سرزمین دگرگونی‌ها را به ارمغان آورده‌اند.
جغرافی‌دانان باستان، ایران را به هشت بخش تقسیم کرده‌اند که خراسان بزرگ شکوفاترین و بزرگ‌ترین قلمرو بوده است.
امپراتوری اشکانیان برای چندین سال در نزدیکی مرو در خراسان ماندگار و خبوشان (قوچان) یکی از پایتخت‌های اشکانی بوده است. در دوران ساسانیان نیز استان توسط یک سپهبد که پادگوسبان نامیده می‌شده و چهار مرگراوس (margraves) که هر یک، فرمانده یکی از چهار بخش استان بوده‌اند، فرمانروایی می‌شده است.
در دوران فتوحات مسلمانان در ایران، خراسان به چهار بخش تقسیم گردید و هر بخش به اسم شهر بزرگ خود یعنی نیشابور، مرو، هرات و بلخ نامیده شدند.
کهن‌ترین نشانه‌های زندگی انسانی در ایران، دربرگیرنده تعدادی ابزارها و دست‌افزارهای سنگی با پیشینه‌ای برآورد شده ۸۰۰ هزار سال پیش، ازآن دوران پارینه سنگی قدیم، از بستر رودخانه کشف رود مشهد به دست آمده است. به‌گونه‌ای که کهن‌ترین مکان‌های جاگرفتن انسان، با پیشینه ۱۲۰ هزار سال در بخش‌های دیگر ایران همانند آذربایجان، کرمانشاه، لرستان، ایلام و غیره شناسایی شده‌اند.
از آن پس نشانه‌ها و یافته‌ها زندگی بیشماری از دوران نوسنگی تا آغاز دوران تاریخی در جلگه مشهد، قوچان، جلگه درگز، بجنورد، تربت حیدریه، بیرجند ،فردوس و غیره شناسایی شده‌اند. این یافته‌ها و نشانه‌ها به اقوام و مردمات نخستین و بومی خراسان مربوط می‌شود که بنا به دیدگاه برخی پژوهشگران به عنوان اقوام آسیایی شهرت یافته‌اند و سراسر آسیای غربی از مدیترانه تا ترکستان و دره سند را فرامی گیرد؛ ولی در حقیقت مهم‌ترین پایه تاریخ خراسان در سرآغاز دوران تاریخی ایران با آمدن اقوام آریایی به فلات ایران پیوند می‌خورد. در این رویداد که در آغاز هزاره اول ق. م اتفاق افتاد، آریایی‌ها تازه‌وارد از راه خراسان به سوی مرکز ایران پیش رفتند و بخش بزرگ آن‌ها آنچنان که از بیان‌های اوستا برمی آید، در خراسان و سیستان مستقر شدند و شاید به همین دلیل است که بیشتر رویدادهای آغاز تاریخ ایرانیان که در دو منبع اوستا و شاهنامه فردوسی ذکر شده است در خاور ایران و در واقع در خراسان بزرگ رخ می‌دهد.

### تاریخچه تقسیمات استان

شهرستان‌های استان خراسان در سال ۱۳۳۹

از سده ۹ هجری قمری نام خراسان بر تمام ایالات اسلامی در شرق کویر لوت تا هندوکش به استثنای سیستان و بلوچستان و قهستان در جنوب اطلاق می‌گردیده است. پس از جنگ هرات در سال ۱۲۴۹ ه‍.ش خراسان به دو قسمت جدا شد و قسمتی که در غرب رودخانه هریرود واقع بود جزو ایران و شرق آن به افغانستان پیوست. در سال ۱۲۸۵ه‍.ش ایران به چهار ایالت بزرگ تقسیم شد که عبارت بودند از آذربایجان ،کرمان و بلوچستان، فارس و بنادر و خراسان و سیستان.
از آن زمان تا سال ۱۳۱۶ ه‍.ش که نخستین قانون تقسیمات کشوری در مجلس شورای ملی تصویب گردیده بود. بر هر ایالت یک والی و در هر ولایت یک حاکم حکومت می‌کرده است. والی خراسان نیز در سال‌های ابتدایی تقسیمات ایالتی ایران، محمداسماعیل بن محمدباقر مجد الادباء خراسانی بوده است.
در سال ۱۳۱۶ بر اساس قانون تقسیمات کشوری مصوب مجلس شورای ملی، کشور به ۱۰ استان و ۴۹ شهرستان تقسیم گردید که هر شهرستان شامل چند بخش و هر بخش شامل چند دهستان می‌گردید. خراسان نیز تحت عنوان استان نهم به ۷شهرستان بجنورد، بیرجند، سبزوار، قوچان، گناباد، مشهد و تربت حیدریه تقسیم شد.
در سال ۱۳۲۳ شهرستان‌های نیشابور، درگز، فردوس و کاشمر نیز تشکیل شد؛ و شهرستان‌های استان به ۱۱ شهرستان ارتقاء یافت. در سال ۱۳۳۵ شهرستان درگز به شهرستان قوچان پیوست و شهرستان تربت جام به شهرستان ارتقاء یافت. در سال ۱۳۳۹ مجدداً درگز به شهرستان تبدیل شد، شیروان و اسفراین نیز برپا شدند در همان سال بخش طبس از شهرستان فردوس جدا تبدیل به شهرستان طبس شد. در سال ۱۳۵۴ بخش باخرز تربت جام به مرکزیت شهر تایباد از بخش به شهرستان تبدیل شد. در سال ۱۳۵۹ نام آن به تایباد تغییر یافت. همچنین در سال ۱۳۵۹ بخش قائنات شهرستان بیرجند به شهرستان قائنات تبدیل شد و تا سال ۱۳۶۲ خراسان شامل ۱۷ شهرستان و ۵۳ بخش و ۲۱۱دهستان بوده است.
با پایان یافتن اجرای مرحله نخست این قانون، تشکیل شهرستان‌های نهبندان، سرخس و خواف در تاریخ ۱۴/۵/۱۳۶۸ و چناران در ۱۴/۱/۶۹ هم‌زمان با بخش‌های شوسف، مرزداران، سنگان، و گلبهار به تصویب رسید. ایجاد بخش‌های باخرز در شهرستان تایباد، سربیشه در بیرجند، سرحد در شیروان، جوین و روداب و خوشاب در سبزوار، میان جلگه در نیشابور، زیر کوه در قائنات، فاروج در قوچان و جلگه زاوه در تربت حیدریه نیز به تدریج به تصویب رسید و در پی آن تابعیت دهستانهای استان در شهرستان‌های استان به ۲۱ و تعداد بخش‌ها به ۶۷ رسید.
ایجاد شهرستان فریمان نیز در سال ۱۳۷۲ همراه با بخش قلندرآباد مورد تصویب واقع شد و بخش‌های زوزن همراه دهستان‌های کیبر و بستان در شهرستان خواف و نیمبلوک در قائنات، بخش نصرآباد همراه دهستان کاریزان در تربت جام، بخش گرمخان با دهستان گرمخان در شهرستان بجنورد، بخش جلگه‌رخ با دهستان رقیچه در تربت حیدریه، بخش کاخک در گناباد و بخش رضویه و دهستان کنه بیست در شهرستان مشهد، به‌تدریج تصویب و ابلاغ شد.
در تاریخ ۷۴/۳/۲۱ ایجاد شهرستان بردسکن همراه با بخش انابد و دهستان درونه آن مورد تصویب قرار گرفت. ایجاد شهرستان جاجرم نیز در تاریخ ۴/۲/۷۶ به تصویب رسید. در سال ۱۳۸۰ شهرستان طبس از خراسان منتزع و به استان یزد الحاق گردید. در سال ۱۳۸۱ شهرستان رشتخوار و در سال ۱۳۸۲ ایجاد شهرستان‌های خلیل‌آباد و کلات به تصویب رسید. در سال ۱۳۸۳ قانون تقسیم استان خراسان به سه استان تصویب شد؛ طبق این قانون استان خراسان به سه استان به شرح ذیل تقسیم گردید:
1. استان خراسان شمالی به مرکزیت بجنورد شامل شهرستان‌های شیروان، بجنورد، جاجرم، مانه و سملقان، اسفراین و بخش‌های تابعه و شهرستان فاروج منتزع از شهرستان قوچان.
2. استان خراسان جنوبی به مرکزیت بیرجند شامل شهرستان‌های بیرجند، قائنات، نهبندان، سربیشه و بخش سرایان منتزع از شهرستان فردوس و بخش‌های تابعه.
3. استان خراسان رضوی به مرکزیت مشهد شامل شهرستان‌های مشهد، درگز، قوچان (به‌استثنای شهرستان فاروج)، بجستان، چناران، سرخس، فریمان، تربت‌جام، تایباد، تربت حیدریه، فردوس (به استثناء بخش سرایان)، خواف و رشتخوار، کاشمر، بردسکن، نیشابور، سبزوار، گناباد، کلات و خلیل‌آباد و بخش‌های تابعه.

درسال ۱۳۸۴ شهرستان مه ولات تشکیل شد. در اسفند سال ۱۳۸۵ شهرستان فردوس از خراسان رضوی منتزع و به خراسان جنوبی الحاق شد. شهرستان‌های بینالود (طرقبه، شاندیز) و تخت جلگه (فیروزه)، در سال ۱۳۸۶ به تصویب رسید. در سال ۱۳۸۷ شهرستان‌های بجستان، جوین، جغتای، زاوه به تصویب هیئت دولت رسید. در سال ۱۳۸۹ نیز ایجاد شهرستان‌های خوشاب و باخرز به تصویب رسید. داورزن در سال ۱۳۹۱ از تصویب هیئت دولت گذشت که در روز ۲۲ بهمن سال ۱۳۹۱ فرمانداری آن افتتاح و آغاز به کار کرد.
همچنین در سال ۱۳۹۷ شهرستان صالح آباد و در سال ۱۳۹۸ شهرستان کوهسرخ (ریوش) تشکیل شد. در اردیبهشت ۱۳۹۹ با تصویب هیئت وزیران شهرستان زبرخان (قدمگاه) و شهرستان ششتمد ایجاد شد و در آبان همان سال شهرستان گلبهار به تصویب هیئت دولت رسید و فرمانداری آن شروع به کار کرد.
در بهمن ماه ۱۴۰۱ نیز، هیئت دولت ایجاد جدیدترین شهرستان خراسان رضوی را با نام شهرستان میان‌جلگه، به تصویب رساند و تعداد شهرستانهای این استان به عدد ۳۴ رسید.

## جغرافیا
مساحت استان خراسان رضوی ۱۱۷٬۷۶۹ کیلومتر مربع است که ۷٪ کل مساحت ایران را در بر می‌گیرد. ۴۹٫۲٪ سطح استان را مناطق کوهستانی و ۵۰٫۸٪ آن را دشت‌ها تشکیل می‌دهند. این استان شامل ۴ حوزهٔ آبریز اترک، قره‌قوم، کویر مرکزی و شرق ایران است.

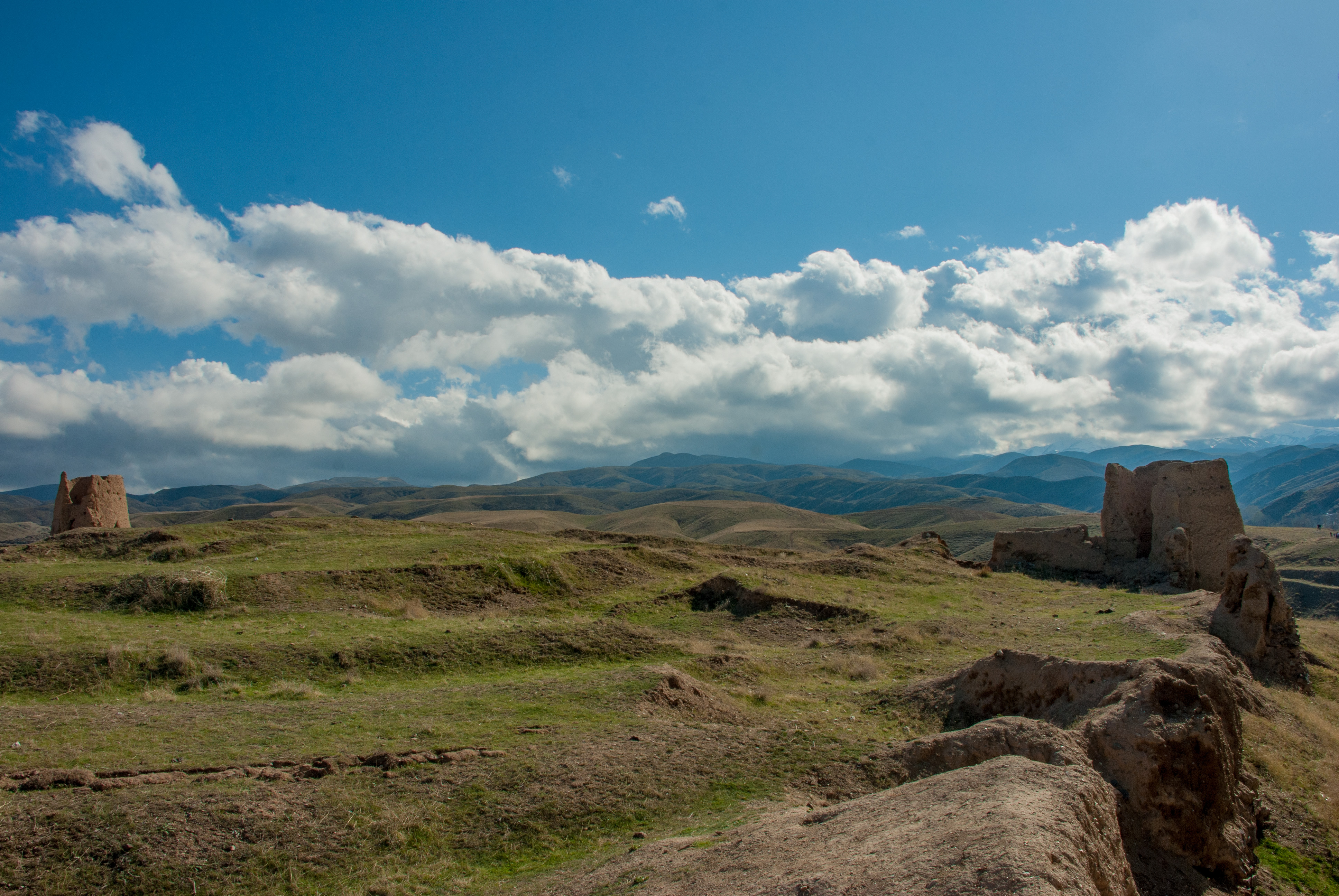
نمای تپه اسجیل و پس‌زمینه گوه‌هاب بینالود

### ارتفاعات
استان خراسان رضوی به سبب وسعت زیاد ازنظر شرایط طبیعی بسیار متنوع و هر یک از نواحی مختلف آن دارای ویژگی‌های خاصی است. این استان از شمال و شمال شرق به طول تقریبی ۶/۵۳۱ کیلومتر دارای مرز مشترک با کشور ترکمنستان و از شرق به طول حدود ۳۰۲کیلومتر مرز مشترک با کشور افغانستان دارد ارتفاعات استان رامی توان به ارتفاعات شمالی و جنوبی تفکیک کرد. ارتفاعات شمال خراسان عموماً شرقی – غربی هستند حال آنکه ارتفاعات جنوب استان، امتداد شمالی – جنوبی دارند. بلندترین نقطه استان قله بینالود در ۳۶۱۵ متری و پست‌ترین نقطه استان در دشت نیشابور با ارتفاع ۲۹۹متر از سطح دریا واقع شده است.

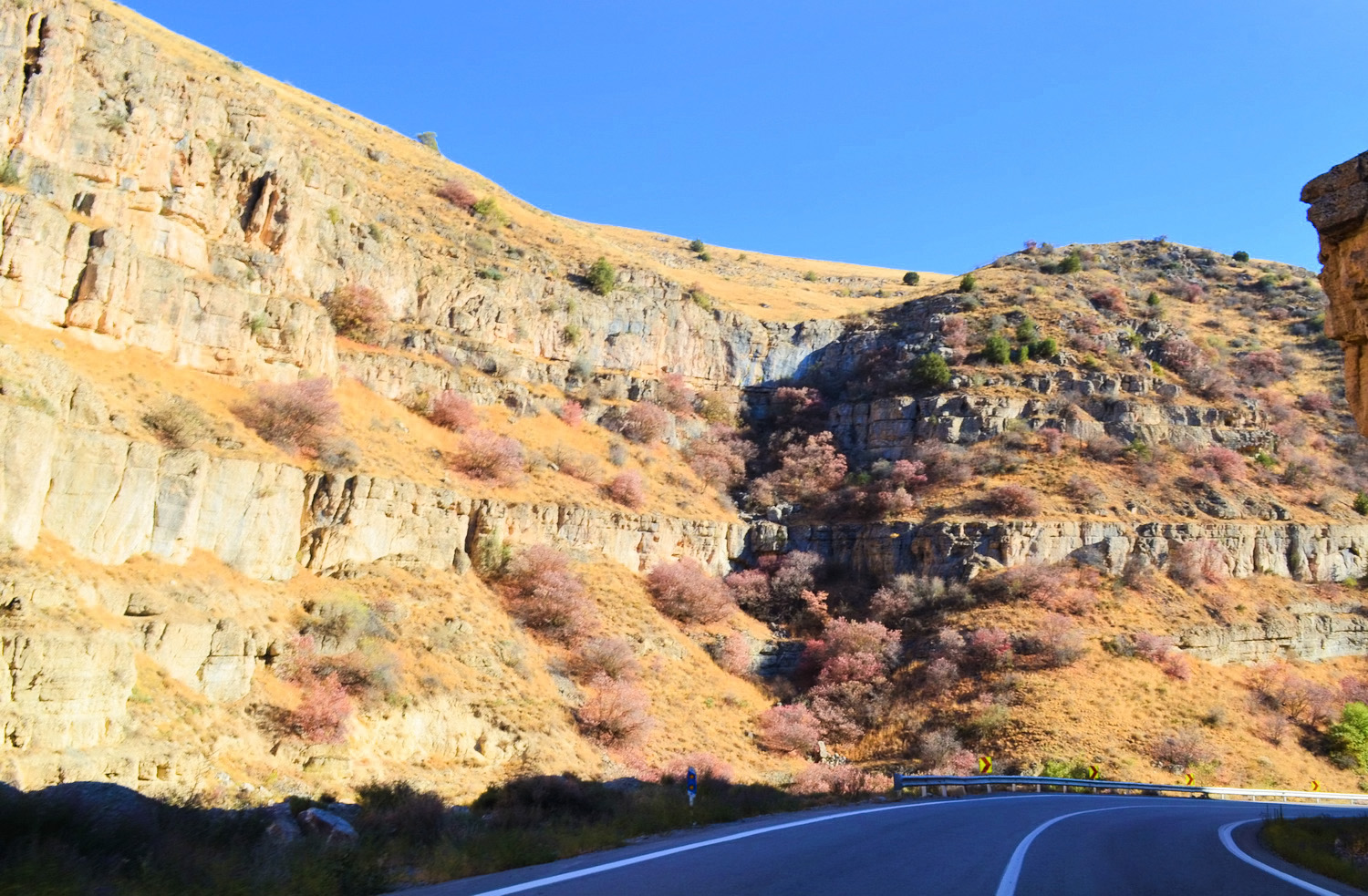
جاده کوهستانی قوچان-درگز

### آب و هوا
این استان از نظر بارندگی و رطوبت دارای بارندگی نسبی و متوسط می‌باشد. در سال ۱۳۸۹ شهرستان قوچان با ۲۹۶ میلی‌متر بالاترین میزان بارندگی سالیانه و شهرستان گناباد با ۷۱ میلی‌متر کمترین میزان بارندگی سالیانه را در بین مراکز شهرستان‌های دارای ایستگاه هواشناسی دارا بوده است. بادهای صدو بیست روزه سیستان از اواخر بهار تا اوایل پاییز در نواحی شرقی و جنوب شرقی استان خراسان رضوی می‌وزد.

### جنگل‌ها
استان خراسان رضوی از لحاظ تقسیمات رویشی گیاهی جزء ناحیهٔ ایران تورانی به‌شمار می‌رود. مساحت کل جنگل‌های استان در سال ۱۳۹۵، ۹۹۶۲٫۵۷ کیلومتر مربع (حدود ۷٫۵٪ مساحت استان) است که شامل جنگل‌های نیمه‌خشک تا نیمه مرطوب و جنگل‌های خشک و بیابانی است.

## آب و هوا
استان خراسان رضوی از گوناگونی آب و هوایی برخوردار است، اما به‌طور کلی جزو مناطق نیمه خشک کشور به‌شمار می‌رود. براساس طبقه‌بندی اقلیمی دمارتن شهرستانهای درگز، قوچان، نیشابور، جوین، جغتای، تربت جام و تایباد دارای اقلیم خشک و شهرستانهای مشهد، سرخس، فریمان و نواحی جنوبی استان دارای اقلیم نیمه خشک می‌باشد؛ لذا اقلیم استان خراسان رضوی به‌دلیل آنکه مقادیر ضریب خشکی آن در طبقه‌بندی اقلیمی یک و دو قرار می‌گیرد دارای اقلیم خشک و نیمه خشک می‌باشد.
بر اساس طبقه‌بندی اقلیمی دکتر کریمی که با استفاده از سه شاخص گرما، سرما و رطوبت اقلیم منطقه را معرفی می‌نماید؛ بیشتر نواحی استان به جز قسمتهای محدودی از شهرستان تربت حیدریه، سایر نواحی استان دارای اقلیم نیمه خشک می‌باشد.
بر اساس طبقه‌بندی اقلیمی ایوانف که بر اساس مقایسه بارندگی و تبخیر استوار است، بیشتر شهرستانهای شرقی، غربی، جنوبی و مرکزی استان دارای اقلیم بیابانی می‌باشد.
بر اساس طبقه‌بندی اقلیمی آمبرژه که بر اساس تقسیم بارندگی بر دما (حداقل و حداکثر) به جای محاسبه میانگین دمای متوسط سال یا ماه استوار است؛ کل استان دارای اقلیم خشک سرد و فقط شهرستان قوچان دارای اقلیم نیمه خشک سرد می‌باشد.
طبق طبقه‌بندی کوپن که بر اساس بارش و میانگین دمای ماهانه و سالانه انجام شده است؛ استان خراسان رضوی دارای اقلیم خشک سرد می‌باشد. به‌طور کلی اقلیم استان خراسان رضوی خشک و نیمه خشک سرد می‌باشد.
از خصوصیات بارندگی در استان خراسان رضوی، بارش در فصل سرد سال با توزیع غیر نرمال است. بارشهای سیل آسا، کوتاه مدت و رگباری قسمت عمده بارندگیهای سالیانه را تشکیل می‌دهد. متوسط بارش استان طی دوره آماری(۱۳۹۱–۱۳۶۸) ۲۰۹٫۸ میلی‌متر محاسبه شده است. این در حالی‌ست که متوسط بارندگی ایران ۲۴۳ میلی‌متر و متوسط بارش جهان ۷۸۰ میلی‌متر برآورد شده است. ملاحظه می‌گردد که بارندگی استان خراسان رضوی، حدود یک چهارم متوسط بارش جهانی بوده و جزء مناطق کم باران جهان محسوب می‌گردد. توزیع بارش استان یکنواخت نبوده و به‌طور کلی مقدار آن از شمال به جنوب استان کاهش می‌یابد.
کمترین بارش متوسط سالانه خراسان رضوی در شهرستان خواف به مقدار ۱۱۶٫۲ میلی‌متر بوده و بیشترین مقدار در قوچان به مقدار ۳۱۲٫۸ میلی‌متر محاسبه گردیده است. بارش متوسط سالانه دوره آماری در مشهد ۲۵۴٫۳ میلی‌متر می‌باشد. از دیگر خصوصیات بارندگی در خراسان رضوی بارش در فصل سرد با توزیع غیر نرمال است. بارشهای سیل آسا، کوتاه مدت و رگباری قسمت عمده بارندگیهای سالانه را تشکیل می‌دهد.
از نظر دمایی، استان خراسان رضوی دارای تابستانهای گرم و زمستانهای نسبتاً سرد است و میانگین درجه حرارت سالانه از شمال به جنوب افزایش می‌یابد به گونه‌ای که میانگین سالانه دمای شهرستان فریمان ۱۲٫۲درجه سانتی‌گراد بوده و سردترین منطقه خراسان رضوی محسوب می‌شود. درحالی‌که شهرستان سبزوار با دمای میانگین سالانه۱۸٫۲درجه سانتی‌گراد گرمترین نقطه استان محسوب می‌شود. میانگین بیشینه دمای استان ۲۲٫۴ درجه و میانگین کمینه دمای استان طی دوره آماری ۸٫۸ درجه سانتی‌گراد محاسبه شده است. کمینه مطلق استان خراسان رضوی مربوط به شهرستان قوچان با ۲۵٫۴- درجه سانتی‌گراد و بیشینه مطلق مربوط به سرخس با ۴۷٫۶ درجه سانتی‌گراد می‌باشد. میانگین سالانه دمای استان خراسان رضوی ۱۵٫۶درجه سانتی‌گراد می‌باشد.
در میان ایستگاه‌های مورد مطالعه استان خراسان رضوی، شهرستان فریمان و قوچان با میانگین سالانه ۸ روز و ۷٫۹ روز طی دوره آماری بیشترین تعداد روزهای یخبندان و سرخس و کاشمر با میانگین سالانه ۳٫۱ روز طی دوره آماری کمترین تعداد روزهای یخبندان استان را دارا ست. به‌طور کلی میانگین سالانه تعداد روزهای یخبندان استان ۵٫۷ روز می‌باشد. و به‌طور کلی مقدار آن از شمال به جنوب استان کاهش می‌یابد.
در میان ایستگاه‌های مورد مطالعه استان خراسان رضوی، شهرستان قوچان با میانگین رطوبت نسبی سالانه ۵۵ درصد مرطوبترین شهر و شهرستانهای کاشمر و گناباد با ۳۹ درصد خشک‌ترین شهر استان می‌باشد. به‌طور کلی میانگین سالانه رطوبت نسبی استان ۴۶ درصد محاسبه گردیده است. و به‌طور کلی مقدار آن از شمال به جنوب استان کاهش می‌یابد.
میانگین سالانه ساعات آفتابی استان خراسان رضوی در دوره آماری ۳۰۳۸ ساعت محاسبه گردیده است که بیشترین مقدار به میزان ۳۲۸۸٫۱ ساعت در شهرستان خواف و کمترین مقدار ۲۷۹۳٫۷ ساعت مربوط به شهرستان درگز است. در ماه‌های سرد سال که فعالیت سیستم‌های هواشناسی افزایش می‌یابد بر مقدار ابرناکی آسمان افزوده شده و ساعات تابش آفتاب کاهش می‌یابد که کاهش طول روز در فصول سرد را نیز باید به آن افزود. در ماه‌های گرم سال ودر فصل تابستان که از مقدار پوشش ابری آسمان کاسته می‌شود، بر تعداد ساعات آفتابی افزوده می‌گردد که تغییرات طول روز در طول ماه‌های مختلف سال نیز بر تعدد ساعات آفتابی تأثیر می‌گذارد.
میانگین سالانه تبخیر استان خراسان رضوی در دوره آماری ۲۲۲۵٫۷ میلی‌متر محاسبه شده است که بیشترین مقدار ۳۲۵۱٫۵ میلی‌متر در شهرستان خواف و کمترین مقدار ۱۵۰۰٫۲ میلی‌متر در شهرستان قوچان است.
بیشترین سرعت وزش باد در استان خراسان رضوی طی دوره آماری بلند مدت، ۲۸متر بر ثانیه در شهرستانهای تربت جام و تربت حیدریه و خواف ثبت گردیده است.
توده‌های هوای مؤثر بر استان خراسان رضوی طی فصل گرم سال که از اوایل بهار تا اوایل پاییز ادامه دارد عبارتند از: توده هوای مونسون که تاثیراتش بر روی استان به صورت بارشهای رگباری در نوار جنوبی، توده هوای گرم شاخ آفریقا که تاثیراتش به صورت افزایش دما و وزش باد نسبتاً شدید در نیمه جنوبی استان، توده هوای سرد شمالی که به‌صورت بارشهای رگباری بر روی استان تأثیر گذار می‌باشد.
توده‌های هوای مؤثر بر استان خراسان رضوی طی فصل سرد سال که از اوایل پاییز تا اوایل بهار ادامه دارد عبارتند از: توده هوای مدیترانه‌ای که تاثیراتش بر روی استان به‌صورت بارشهایی به صورت رگبار، توده هوای دریای سیاه، و توده هوای سرد قطبی که به‌وسیلهٔ بارش‌هایی به‌صورت برف بر استان تأثیر می‌کنند. توده هوای گرم و مرطوب جنوبی نیز نفوذش در اوایل فصل بهار و تاثیراتش به‌صورت رگبار و رعد و برق می‌باشد.
باد محلی دیزباد یا تیزباد ازجمله بادهای مهم در استان است در قسمت‌هایی از شهرستان‌های نیشابور و مشهد می‌وزد و با توجه به شرایط مناسبی که دارا می‌باشد، یک باد اقتصادی محسوب می‌گردد. منطقه وزش باد، در جنوب و جنوب شرقی شهرستان نیشابور در جنوب ارتفاعات بینالود واقع شده است. این باد محلی با جهت شرقی– غربی می‌وزد و اثرات فرسایشی آن در جنوب دشت نیشابور و تمایل درختان کوچک و بزرگ به سمت غرب، نشان از قدمت این باد دارد. سرعت باد در حوالی نیمه شب کم شده و تا اوایل صبح ادامه دارد و در نیم روز سرعت باد به بیشترین مقدار خود می‌رسد. این باد در طول سال تغییر جهت ناچیزی دارد.

## تقسیمات استانی
براساس آخرین تقسیمات کشوری، استان خراسان رضوی دارای ۳۴ شهرستان، ۸۲ بخش، ۱۷۵ دهستان و ۸۱ شهر به شرح زیر است:
| شهرستان      | مرکز        | جمعیت (۱۳۹۵) | مساحت (km2) |
| ------------ | ----------- | ------------ | ----------- |
| باخرز        | باخرز       | ۵۴٬۶۱۵       | ۱۸۸۹        |
| بجستان       | بجستان      | ۳۱٬۲۰۷       | ۳۷۹۲        |
| بردسکن       | بردسکن      | ۷۵٬۶۳۱       | ۷۱۲۶        |
| طرقبه شاندیز | طرقبه       | ۶۹٬۶۴۰       | ۱۱۵۸        |
| تایباد       | تایباد      | ۱۱۷٬۵۶۴      | ۲۹۲۹        |
| تربت جام     | تربت جام    | ۲۲۴٬۲۴۵      | ۴۹۶۷        |
| تربت حیدریه  | تربت حیدریه | ۲۲۴٬۶۲۶      | ۳۶۸۱        |
| جغتای        | جغتای       | ۴۹٬۱۷۵       | ۱۷۱۶        |
| جوین         | نقاب        | ۵۴٬۴۸۸       | ۱۶۵۳        |
| چناران       | چناران      | ۸۸٬۶۹۲       | ۲۰۷۳        |
| خلیل‌آباد     | خلیل‌آباد    | ۵۱٬۷۰۱       | ۱۱۲۱        |
| خواف         | خواف        | ۱۳۸٬۹۷۲      | ۹۸۲۷        |
| خوشاب        | سلطان آباد  | ۳۷٬۱۸۱       | ۱۸۶۹        |
| داورزن       | داورزن      | ۲۱٬۹۱۱       | ۲۴۲۰        |
| درگز         | درگز        | ۷۲٬۳۵۵       | ۳۷۷۷        |
| رشتخوار      | رشتخوار     | ۶۰٬۶۸۹       | ۳۵۹۸        |
| زاوه         | دولت‌آباد    | ۶۷٬۶۹۵       | ۲۵۷۵        |
| زبرخان       | قدمگاه      | ۵۶٬۶۳۵       | ۱۱۰۲        |
| سبزوار       | سبزوار      | ۲۸۲٬۰۴۹      | ۷۲۱۷        |
| سرخس         | سرخس        | ۹۷٬۵۱۹       | ۵۳۹۷        |
| ششتمد        | ششتمد       | ۲۴٬۲۶۱       | ۲۹۳۷        |
| صالح‌آباد     | صالح‌آباد    | ۴۳٬۴۲۶       | ۳۱۸۳        |
| فریمان       | فریمان      | ۹۹٬۰۰۱       | ۳۳۵۶        |
| فیروزه       | فیروزه      | ۳۷٬۵۳۹       | ۱۴۹۰        |
| قوچان        | قوچان       | ۱۷۴٬۴۹۵      | ۳۸۴۸        |
| کاشمر        | کاشمر       | ۱۴۳٬۶۵۰      | ۱۱۵۲        |
| کلات         | کلات        | ۳۶٬۲۳۷       | ۳۵۰۳        |
| کوهسرخ       | ریوش        | ۲۵٬۰۱۴       | ۲۱۹۸        |
| گلبهار       | گلبهار      | ۶۶٬۳۲۱       | ۱۰۰۷        |
| گناباد       | گناباد      | ۸۸٬۷۵۳       | ۵۷۸۹        |
| مشهد         | مشهد        | ۳٬۳۷۲٬۶۶۰    | ۹۱۶۹        |
| مه‌ولات       | فیض‌آباد     | ۵۱٬۴۰۹       | ۳۳۱۷        |
| میان‌جلگه     | عشق‌آباد     | ۳۹٬۲۸۸       | ۲۸۹۰        |
| نیشابور      | نیشابور     | ۳۵۵٬۸۵۷      | ۲۷۶۳        |

## مردم

### جمعیت
| نام         | شهرستان     | جمعیت     |
| ----------- | ----------- | --------- |
| مشهد        | مشهد        | ۳٬۳۷۲٬۰۰۰ |
| نیشابور     | نیشابور     | ۳۵۵٬۸۵۷   |
| سبزوار      | سبزوار      | ۲۸۲٬۰۴۹   |
| تربت حیدریه | تربت حیدریه | ۲۲۴٬۶۲۶   |
| تربت جام    | تربت جام    | ۲۲۴٬۲۴۵   |
| قوچان       | قوچان       | ۱۷۴٬۴۹۵   |
| کاشمر       | کاشمر       | ۱۴۳٬۶۵۰   |

پرجمعیت‌ترین شهرهای خراسان رضوی
| شهرستان     | شهر         | جمعیت     |
| ----------- | ----------- | --------- |
| مشهد        | مشهد        | ۳٬۰۰۱٬۱۸۴ |
| نیشابور     | نیشابور     | ۲۶۴٬۳۷۵   |
| سبزوار      | سبزوار      | ۲۴۳٬۷۰۰   |
| تربت حیدریه | تربت حیدریه | ۱۴۰٬۰۹۰   |
| کاشمر       | کاشمر       | ۱۰۲٬۲۸۲   |
| قوچان       | قوچان       | ۱۰۰٬۶۰۴   |
| تربت جام    | تربت جام    | ۱۰۰٬۴۷۷   |

جمعیت خراسان رضوی برپایه آمار سرشماری عمومی نفوس و مسکن (۱۳۹۵)، برابر ۶٬۴۳۴٬۵۰۱ نفر است که دومین استان ایران از نظر جمعیت محسوب می‌شود.

همچنین برپایه نتایج سرشماری ۱۳۹۵ از کل جمعیت استان تعداد ۲۱۹٬۴۴۲ نفر با تابعیت افغانستان ساکن استان هستند.
برپایه آمار سرشماری ۱۳۸۵ و ۱۳۹۰ رشد جمعیت خراسان رضوی ۱٫۶۸٪ است که اندکی بالاتر از نرخ رشد جمعیت ایران در این مدت (۱٫۶۴٪) می‌باشد.

شهر مشهد که مرکز خراسان رضوی است، بزرگ‌ترین شهر این استان نیز به‌شمار می‌رود که جمعیت آن، ۳٬۰۰۱٬۱۸۴ نفر (معادل ۴۶٫۱٪ جمعیت استان) می‌باشد. (برای اطلاعات بیشتر، فهرست شهرهای استان خراسان رضوی را ببینید) 

تراکم جمعیت به تفکیک شهرستان:
۱–۹،
۱۰–۱۹،
۲۰–۲۹،
۳۰–۳۹،
۴۰–۴۹،
۵۰–۵۹،
۶۰–۶۹،
۷۰–۷۹،
۸۰–۳۴۹،
>۳۵۰

### گستره
| شهرستان | شهر    | مساحت شهرستان |
| ------- | ------ | ------------- |
| خواف    | خواف   | ۹٬۸۲۷         |
| مشهد    | مشهد   | ۹٬۱۶۹         |
| سبزوار  | سبزوار | ۷٬۲۱۷         |

گسترده‌ترین شهرهای خراسان رضوی
| شهرستان     | شهر         | مساحت شهر |
| ----------- | ----------- | --------- |
| مشهد        | مشهد        | ۳۵۱Km²    |
| نیشابور     | نیشابور     | ۳۹/۶۳Km²  |
| سبزوار      | سبزوار      | ۳۹Km²     |
| تربت حیدریه | تربت حیدریه | ۳۲Km²     |

### اقوام
نظرسنجی سال ۱۳۸۹
در پژوهشی که به سفارش شورای فرهنگ عمومی در سال ۱۳۸۹ انجام شد و برپایه یک بررسی میدانی و یک جامعه آماری از میان ساکنان ۲۸۸ شهر و حدود ۱۴۰۰ روستای سراسر کشور، درصد اقوامی که در این نظرسنجی نمونه‌گیری شد در این استان به گونه زیر بود:
| اقوام استان خراسان رضوی | اقوام استان خراسان رضوی | اقوام استان خراسان رضوی | اقوام استان خراسان رضوی | اقوام استان خراسان رضوی |
| ----------------------- | ----------------------- | ----------------------- | ----------------------- | ----------------------- |
| قومیت                   | قومیت                   |                         | درصد                    | درصد                    |
| فارسی‌زبان               | فارسی‌زبان               |                         | ۹۰٫۳٪                   | ۹۰٫۳٪                   |
| کُرد                     | کُرد                     |                         | ۴٫۲٪                    | ۴٫۲٪                    |
| ترک                     | ترک                     |                         | ۳٫۷٪                    | ۳٫۷٪                    |
| بلوچ                    | بلوچ                    |                         | ۰٫۳٪                    | ۰٫۳٪                    |
| عرب                     | عرب                     |                         | ۰٫۳٪                    | ۰٫۳٪                    |
| سایر و بدون جواب        | سایر و بدون جواب        |                         | ۱٫۲٪                    | ۱٫۲٪                    |

## مذهب
مردم استان، به جز اقلیتی از مسیحیان و کلیمیان و زرتشتیان، مسلمان و بیشتر شیعه مذهب هستند و اقلیتی هم از اهل سنت بیشتر در جنوب شرقی استان (تایباد، خواف، تربت جام و باخرز) و همچنین در شهرستان‌های مشهد، نیشابور، صالح آباد، درگز، کلات و سرخس زندگی می کنند.

## اقتصاد
کشاورزی در دهه‌های گذشته، به‌دلیل عواملی چون برداشت بی‌رویه آب و خشکسالی، با مشکل جدی مواجه شده است. البته در سال‌های اخیر، بخش صنعت استان گسترش قابل توجهی یافته است. هتل‌داری و گردشگری در این استان پیشرفت قابل توجهی داشته و امکان گسترش بیش از اینها را دارد. همچنین این استان با داشتن مرزهای طولانی با کشورهای افغانستان و ترکمنستان پتانسیل نفش‌آفرینی بیشتر در مسیر ترانزیت کالا و خدمات را دارد. این استان دارای معادن گوناگون بسیاری از سنگ‌های تزئینی و قیمتی گرفته تا کانی‌های مختلف همچون سنگ آهن، سنگ گچ، آهک، زغال‌سنگ و… را در خود جای داده است. معادن سنگان خواف به عسلویه شرق شهرت یافته که در صورت تأمین مطمئن و پایدار آب می‌تواند این استان را متحول کند.

### کشاورزی

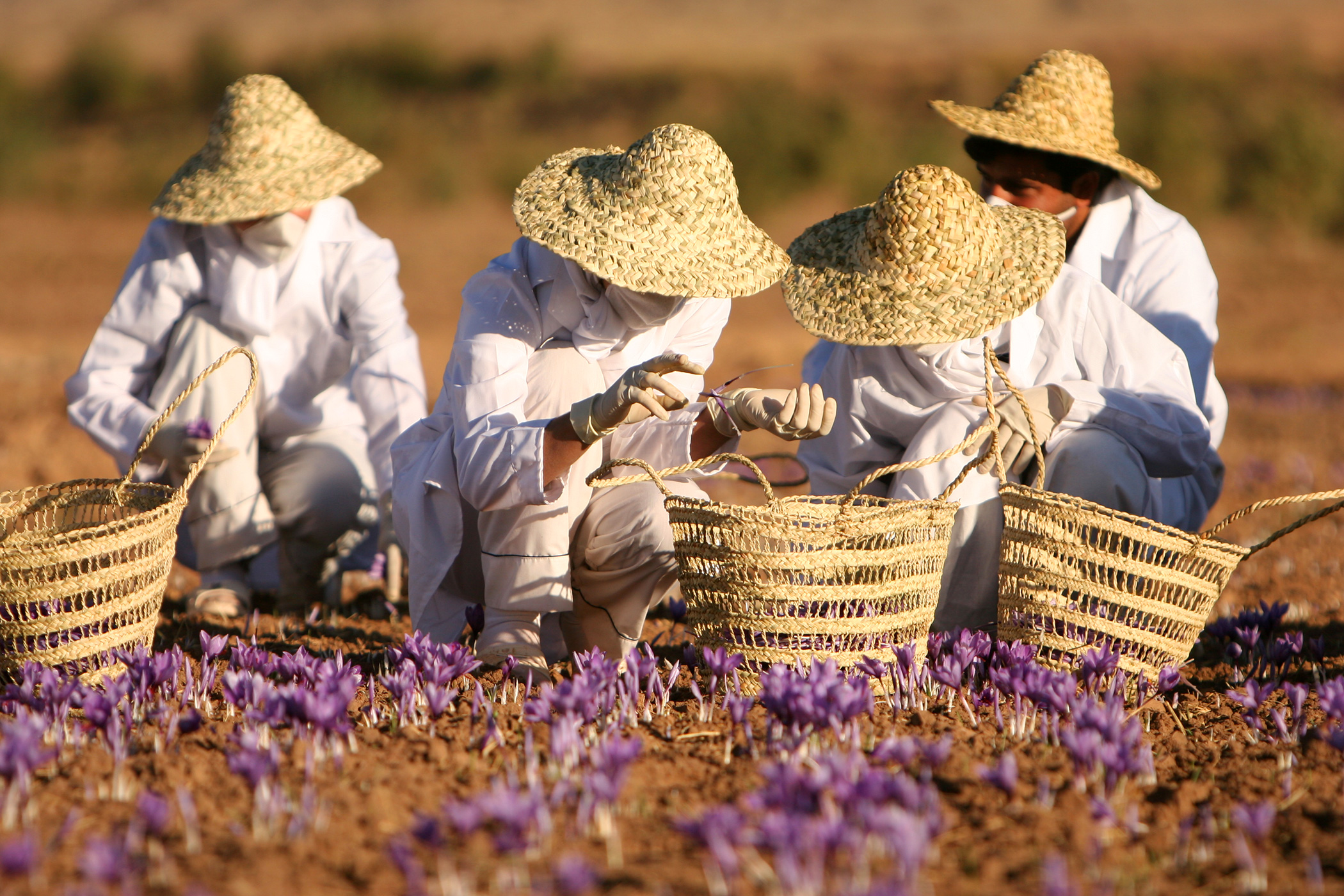
زعفران خراسان مرغوب‌ترین زعفران جهان

استان خراسان رضوی به‌جهت آب و هوای مناسب در تولید انواع محصولات باغی و زراعی رتبه دارد.
این استان در تولید گیلاس، زرچوبه، خربزه، طالبی، زعفران و آلو رتبه اول، در تولید زرشک رتبه دوم، درتولید انار و پسته رتبه سوم ودر تولید انگور و بادام رتبه چهارم را دارد. همچنین این استان محصولات دیگری مانند گندم، عدس، نخود، گردو، گوجه فرنگی، سیب زمینی، بادمجان، پیاز، زردآلو، هلو، سیب، گلابی، به … تولید می‌کند.
این استان از بزرگ‌ترین تولیدکنندگان محصولات کشاورزی کشور شمرده می‌شود.
برابر اعلام رسمی اداره کل جهاد کشاورزی استان خراسان رضوی سطح زیر کشت اراضی زراعی و باغی استان خراسان رضوی حدود یک میلیون هکتار است که از این مقدار بیش از ۶۲۷ هزار هکتار زراعی و حدود ۳۶۲ هزار هکتار باغی است.
همچنین تولید محصولات زراعی و باغی استان نیز بیش از پنج میلیون و ۹۰۲ هزار تن است که از این مقدار بیش از چهار میلیون و ۸۲۸ هزار تن محصولات زراعی و حدود یک میلیون و ۷۳ هزار تن محصولات باغی است
خراسان رضوی دارای یک میلیون هکتار سطح زیر کشت انواع محصولات زراعی و باغی آبی و دیم با هشت میلیون تن انواع محصولات است. این استان مقام نخست کشور در تولید زعفران و زیره، رتبه دوم در تولید پسته، رتبه سوم در تولید انار، مقام چهارم کشور در تولید انگور و رتبه دوم کشور در کشت گلخانه‌ای را در اختیار دارد.
کسب رتبه نخست کشور درتولید گوشت قرمز (با تولید حدود ۸۳ هزار تن)، رتبه دوم در تولید تخم مرغ (با تولید ۱۴۵ هزار و ۷۰۰ تن)، مقام سوم در تولید شیر (با تولید بیش از یک میلیون و ۱۴۰ هزار تن شیر) و مقام چهارم در تولید گوشت مرغ (با تولید ۱۸۳ هزار تن) نیز نشان از جایگاه این استان در حوزه دام و طیور دارد.
به‌علاوه داشتن رتبه دوم کشور در تولید پیله تر (بعد از استان گیلان با تولید ۳۳۵ تن) و رتبه نخست کشور با دارا بودن بیش از ۱۴ میلیون واحد دامی از دیگر جایگاه‌های برتر استان در کشور به‌شمار می‌رود.
همچنین استان خراسان رضوی با تشکیل و پوشش ۶۹۲ شرکت تعاونی روستایی با بیش از ۱۲۸ هزار عضو زیر پوشش از این حیث رتبه نخست را در کشور داراست.

## سوغات

### زعفران سرخ خراسان
ارزشمندترین سوغاتی مشهد و خراسان رضوی زعفران است. زعفران به نسبت وزنش از گران‌ترین محصولات کشاورزی دنیاست که استان خراسان رضوی بیش‌ترین سهم تولیدش را در کل خاورمیانه دارد. زعفران در مرکز و جنوب استان خراسان رضوی کشت می‌شود و مشهد محل صادارت و بسته‌بندیش است. انواع برندهای معروف و مشهور زعفران ایران به‌راحتی در مشهد پیدا می‌شود.

### زرشک مشهد
در بین سوغات خراسان رضوی زرشک مشهد بسیار محبوب و معروف است. این محصول فرآورده روستای کلاته و سایر روستاهای خراسان رضوی است. خراسان رضوی با تولید بیشتر در مقام اول و مازندران با تولید و کشت زرشک‌های خوشمزه در مقام دوم است. به‌طور کلی زرشک مشهدی در دو نوع پفکی (مجلسی) و اناری به فروش می‌رسد.

### خشکبار مشهد
خشکبار نیز جزو سوغاتی‌های محبوب مشهد به حساب می‌آید. خشکبار مشهد می‌تواند شامل نخود، آلوچه، میوه خشک، کشمش، پسته و گردو باشد. همچنین برگه‌های خشک شده هلو و زردآلو نیز زبانزد و محبوب مسافران است.

### فیروزهٔ نیشابور
فیروزهٔ نیشابور معروف‌ترین فیروزه‌ی ایران است که معادنش در شهر نیشابور قرار دارد. مشهد هم یکی از مراکز تراش فیروزه در دنیاست و مقدار زیادی فیروزه برای تراش از سایر نقاط دنیا به این شهر فرستاده می‌شود.

### ادویه هفت قلم
ادویه هفت قلم شامل ادویه‌های زردچوبه، فلفل قرمز، فلفل سیاه، گل پر، زنجبیل، سماق، دارچین می‌شود.

### جیلی بیلی
جیلی بیلی یا همان آبنبات رنگی از خوشمزه‌ترین آبنبات‌ها و شکلات‌های ایران هستند که همانند پاستیل می‌مانند. این شکلات‌های رنگی عموماً در میان کودکان بسیار پر طرفدار هستند.

### عطر مشهد
عطر مشهد یکی از معروف‌ترین سوغات خراسان رضوی و جزو از معروف‌ترین عطرهای ایران است. مردم بیشتر این عطر را به تندی اش می‌شناسند. در میان این سنجد، کبری، گل مریم، گل نرگس، بهار نارنج، زعفران، گل یخ و یاس سفید ترکیب می‌شود.

## راه‌های دسترسی
راه‌های دسترسی به استان خراسان رضوی بیشتر از جاده‌های مشهد-ساری، سبزوار-شاهرود و قائن-گناباد-تربت حیدریه صورت می‌گیرد. این جاده‌ها در روزهای تعطیل جزو شلوغ‌ترین جاده‌های کشور هستند. افزون بر این جاده‌ها جاده فردوس-بجستان، زابل-سرخس، بیارجمند-کاشمر (بردسکن)، طبس بشرویه-درونه و راه فرعی جاجرم-حکم آباد مورد استفاده هستند.

## مراکز آموزشی و نرخ سواد
مدیرکل آموزش و پرورش خراسان رضوی گفت: میزان باسوادی در جمعیت ۱۰ تا ۴۹ سال این استان ۹۷٫۹ درصد است، که هشت دهم درصد بالاتر از میانگین کشوری آن است.

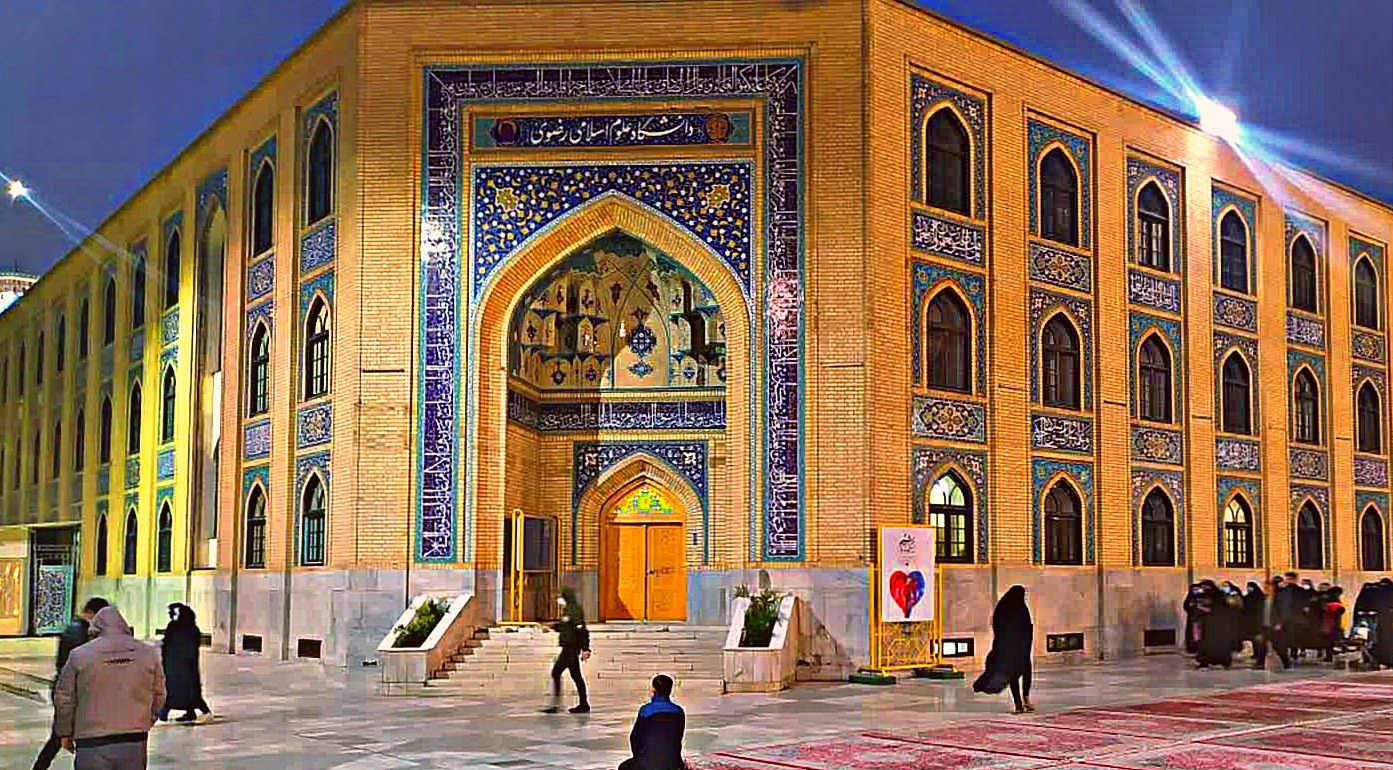
دانشگاه علوم اسلامی رضوی

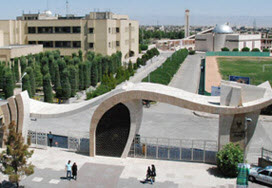
دانشگاه آزاد اسلامی واحد مشهد

### مشهد
- مؤسسه آموزش عالی خردگراین مطهر
- مؤسسه آموزش عالی عطار
- دانشگاه فردوسی مشهد
- دانشکده فنی شهید منتظری مشهد
- دانشگاه مهندسی علوم و فناوریهای نوین گلبهار
- دانشگاه علوم اسلامی رضوی
- دانشگاه علوم پزشکی مشهد
- دانشگاه آزاد اسلامی واحد مشهد
- آموزشکده فنی و حرفه سماء مشهد
- دانشکده فنی مهندسی ثامن الحجج مشهد
- دانشکده فنی و حرفه‌ای دختران الزهرا مشهد
- دانشگاه غیرانتفاعی خیام مشهد
- دانشگاه بین‌المللی امام رضا
- دانشگاه علمی کاربردی جهاد دانشگاهی مشهد
- دانشگاه علمی کاربردی جهادکشاورزی مشهد
- دانشگاه علمی کاربردی میراث مشهد
- دانشگاه علمی کاربردی مخابرات خراسان رضوی مشهد
- دانشگاه علمی کاربردی فنون وخدمات هوایی مشهد
- دانشگاه علمی کاربردی دادگستری خراسان رضوی
- دانشگاه علمی کاربردی نیروی انتظامی خراسان رضوی
- دانشگاه علمی کاربردی خبرنگاران مشهد
- دانشگاه علمی کاربردی بانک ملت مشهد
- دانشگاه علمی کاربردی مدیریت صنعتی مشهد
- دانشگاه علمی کاربردی فرهنگ وهنر مشهد واحد۱
- دانشگاه علمی کاربردی فرهنگ وهنر مشهد واحد۲
- دانشگاه علمی کاربردی علمی کاربردی صنعت آب و برق خراسان رضوی
- دانشگاه علمی کاربردی مالیاتی مشهد
- دانشگاه علمی کاربردی خانه کارگر مشهد
- دانشگاه علمی کاربردی علمی کاربردی هتلداری و جهانگردی پردیسان
- دانشگاه علمی کاربردی تعاون خراسان رضوی
- دانشگاه علمی کاربردی هلال احمر خراسان رضوی
- دانشگاه علمی کاربردی  حسین
- دانشگاه علمی کاربردی حج و زیارت خراسان رضوی
- دانشگاه علمی کاربردی فراز صنعت آیریا
- دانشگاه علمی کاربردی علمی کاربردی خبر مشهد
- دانشگاه علمی کاربردی شرکت شهرک‌های صنعتی مشهد
- دانشگاه علمی کاربردی پست خراسان رضوی
- دانشگاه علمی کاربردی گروه کارخانجات پارت لاستیک
- دانشگاه علمی کاربردی صنعت آب و برق خراسان رضوی
- دانشگاه علمی کاربردی صنایع و معادن خراسان رضوی
- مؤسسه آموزش عالی خاوران
- مؤسسه آموزش عالی سلمان
- مؤسسه آموزش عالی خراسان
- مؤسسه آموزش عالی بهار مشهد
- موسسه آموزش عالی آزاد امین
- مؤسسه آموزش عالی اسرار مشهد
- مؤسسه آموزش عالی اقبال لاهوری مشهد
- دانشگاه صنعتی سجاد مشهد
- مؤسسه آموزش عالی فردوس
- مؤسسه آموزش عالی توس
- مرکز آموزش علوم انفورماتیک بین‌الملل

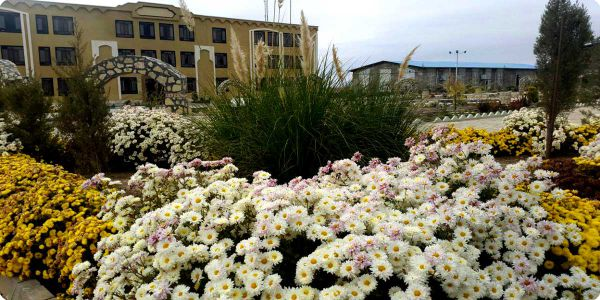
دانشگاه نیشابور

- مؤسسه آموزش عالی خراسان
- مؤسسه غیرانتفاعی بینالود
- مؤسسه آموزش عالی حکیم طوس

### منطقه مرکزی استان

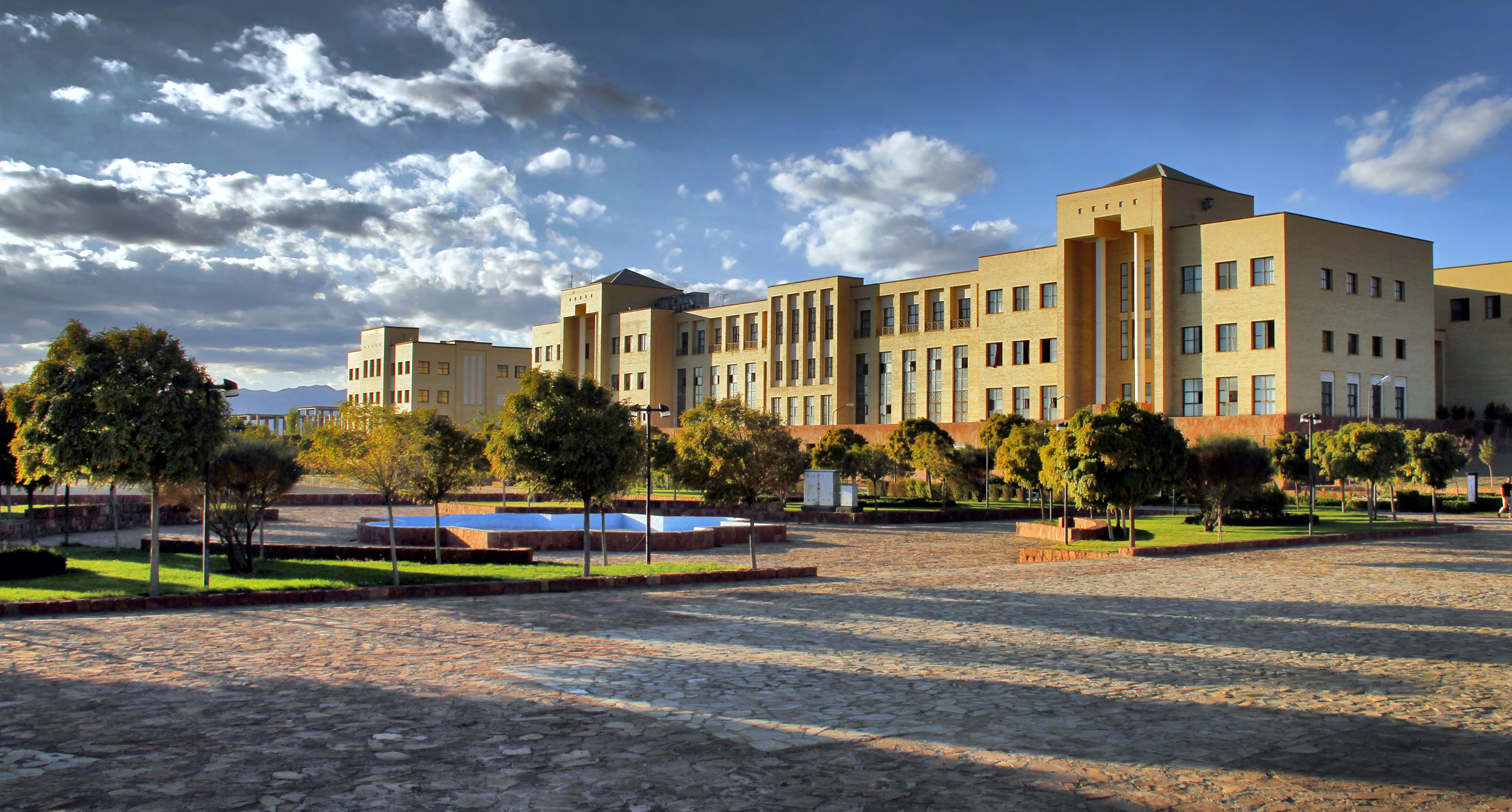
دانشگاه حکیم سبزواری

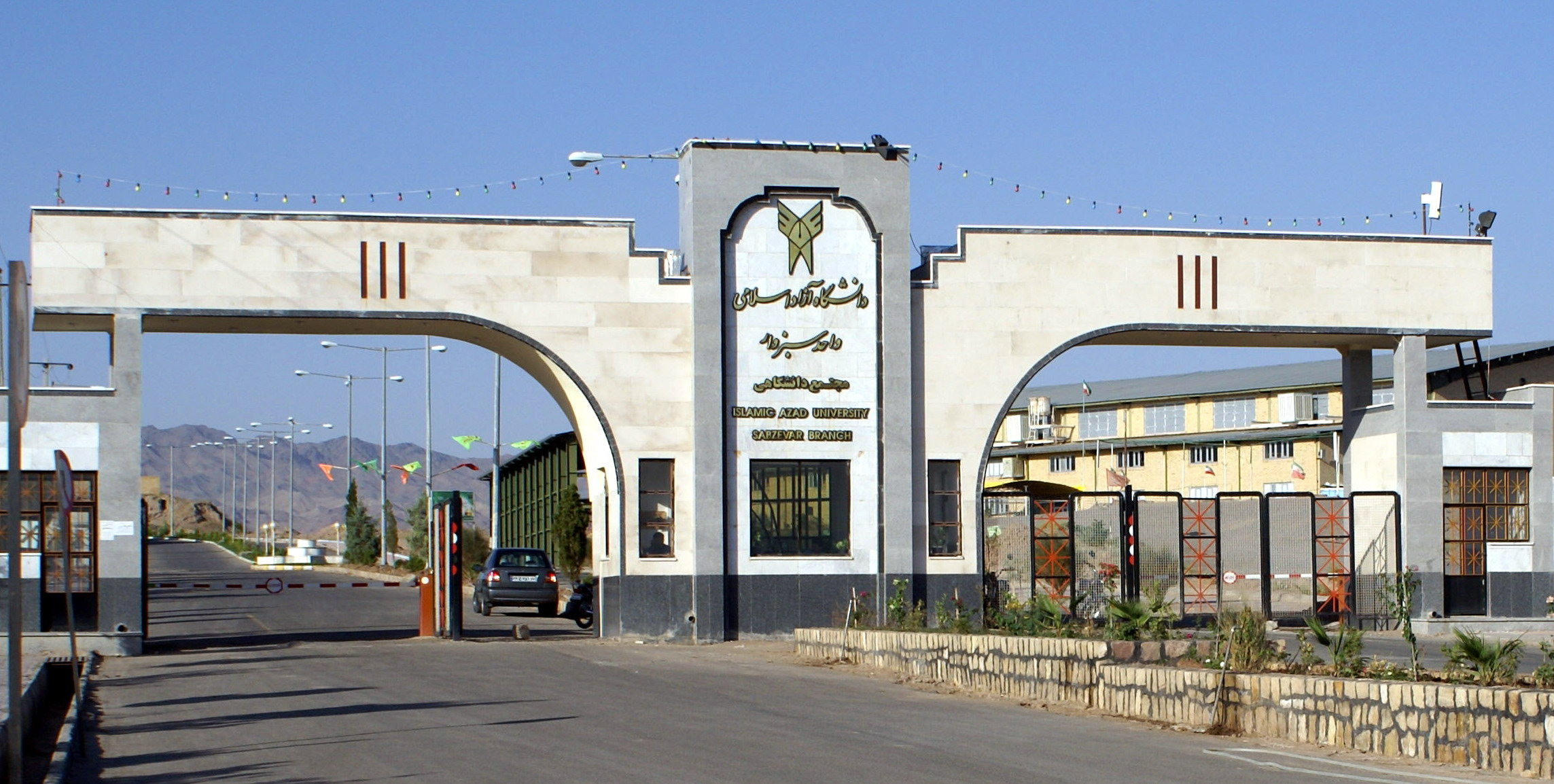
دانشگاه آزاد اسلامی واحد سبزوار

- دانشگاه نیشابور
- دانشگاه علوم پزشکی نیشابور
- دانشگاه آزاد اسلامی واحد نیشابور
- دانشگاه پیام نور مرکز نیشابور
- دانشگاه فرهنگیان دانشور نیشابور
- دانشگاه کشاورزی شهید رجایی نیشابور
- دانشگاه فنی و حرفه‌ای پسران نیشابور
- دانشگاه فنی و حرفه‌ای دختران نیشابور
- دانشگاه جامع علمی کاربردی نیشابور
- دانشگاه علمی و کاربردی خیام الکتریک نیشابور
- مؤسسه آموزش عالی فنی مهندسی سبحان نیشابور
- آموزشکده فنی و حرفه‌ای سما نیشابور
- مؤسسه آموزش عالی ثامن نیشابور
- دانشگاه پیام نور واحد دَرّود
- دانشگاه پیام نور واحد خور (خرو)
- دانشگاه پیام نور واحد قدمگاه
- دانشگاه پیام نور واحد سرولایت
- دانشگاه پیام نور واحد عشق آباد
- دانشگاه پیام نور واحد فیروزه

### منطقه غربی استان
- دانشگاه حکیم سبزواری سبزوار
- دانشکده علوم قرآنی سبزوار
- دانشگاه آزاد اسلامی واحد سبزوار
- دانشگاه علوم پزشکی سبزوار
- دانشگاه پیام نور سبزوار
- دانشگاه فرهنگیان علامه طباطبایی سبزوار
- آموزشکده فنی و حرفه‌ای سما سبزوار
- دانشگاه فنی حرفه‌ای پسران امام خمینی (ره) سبزوار
- دانشگاه فنی و حرفه‌ای دختران بقیةالله (عج) سبزوار
- دانشگاه جامع علمی کاربردی سبزوار- مرکز شماره ۱
- دانشگاه جامع علمی کاربردی سبزوار- مرکز شماره ۲
- دانشگاه جامع علمی کاربردی سبزوار- مرکز هلال احمر
- مؤسسه آموزش عالی غیرانتفاعی بیهق سبزوار
- مؤسسه آموزش عالی غیرانتفاعی ابن یمین سبزوار
- دانشکده پرستاری جوین
- دانشگاه پیام نور جوین
- دانشگاه آزاد اسلامی جوین
- دانشگاه پیام نور جغتای
- آموزشگاه بهورزی جغتای
- دانشگاه پیام نور داورزن

### منطقه جنوبی استان
- دانشگاه تربت حیدریه
- دانشگاه علوم پزشکی تربت حیدریه
- دانشگاه پیام نور مرکز تربت حیدریه
- دانشگاه آزاد اسلامی واحد تربت حیدریه
- دانشکده فنی و حرفه‌ای تربت حیدریه
- دانشگاه علمی کاربردی تربت حیدریه
- آموزشکده فنی و حرفه‌ای سما واحد تربت حیدریه

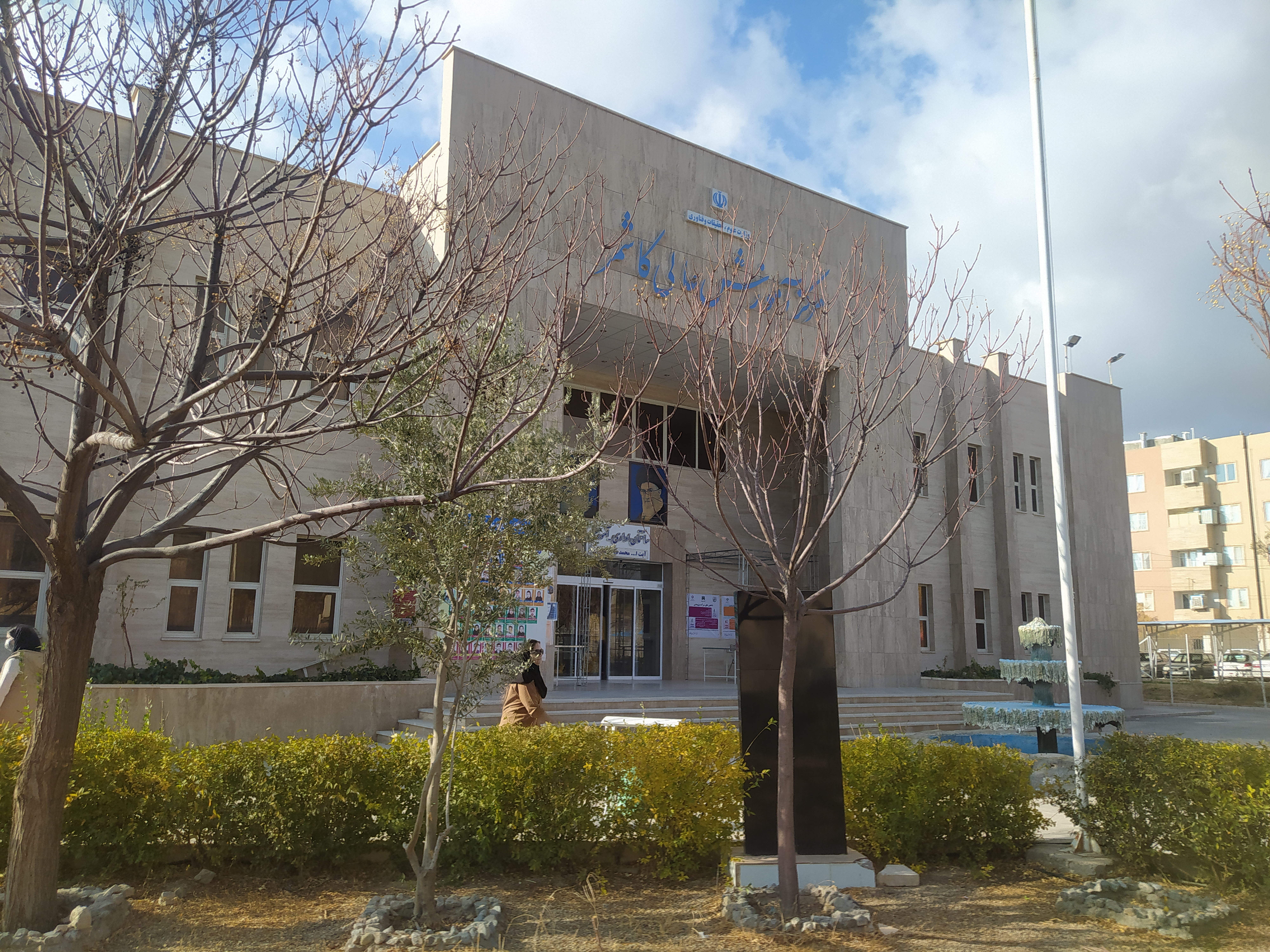
مرکز آموزش عالی کاشمر

- دانشگاه فرهنگیان تربت حیدریه
- مجتمع آموزش عالی گناباد
- دانشگاه پیام نور گناباد
- دانشگاه آزاد اسلامی مرکز بجستان
- دانشگاه پیام نور بجستان
- دانشگاه علوم پزشکی گناباد

### منطقه جنوب‌غربی استان
- مرکز آموزش عالی کاشمر
- مؤسسه آموزش عالی جهاد دانشگاهی کاشمر

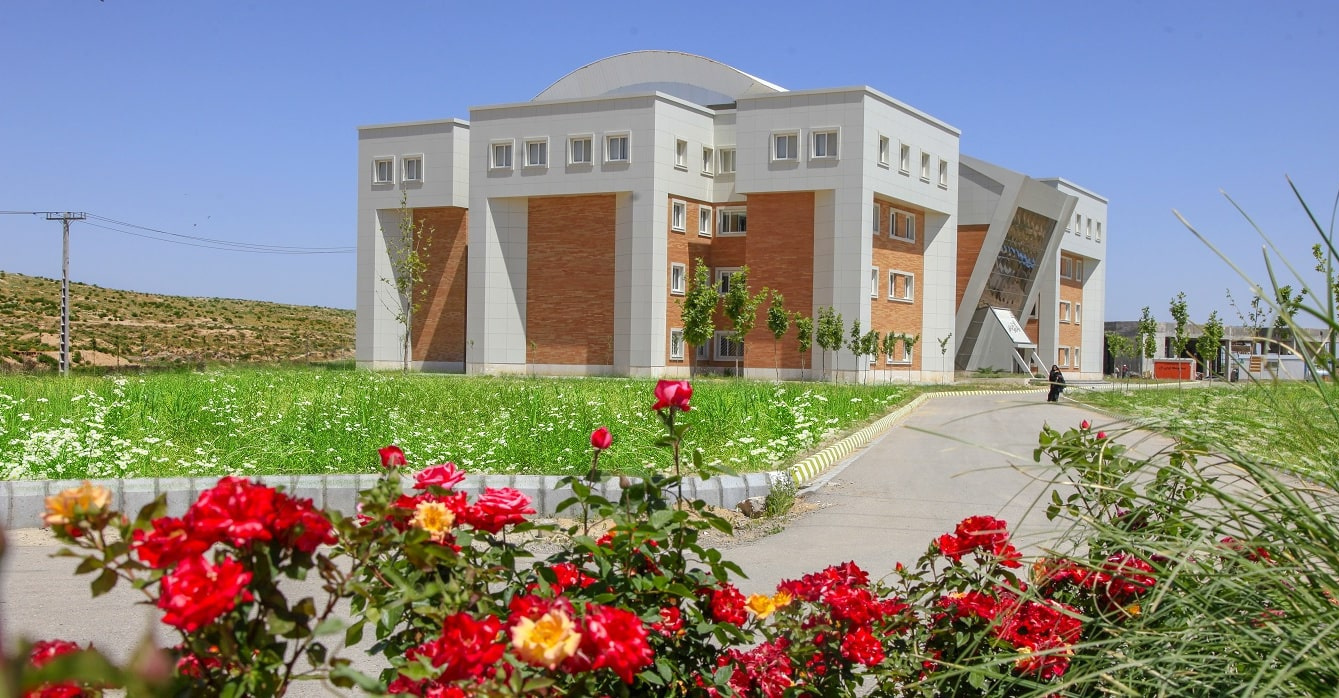
دانشگاه صنعتی قوچان

- دانشکده علوم پزشکی کاشمر
- دانشگاه پیام نور واحد کاشمر
- دانشگاه آزاد اسلامی واحد کاشمر
- دانشگاه پیام نور واحد بردسکن
- دانشگاه علمی کاربردی بردسکن
- دانشگاه آزاد اسلامی واحد بردسکن

### منطقه شمالی استان
- دانشگاه صنعتی قوچان[۳۳]
- دانشگاه آزاد اسلامی واحد قوچان[۳۴]
- دانشگاه مهندسی فناوری‌های نوین قوچان[۳۵]
- دانشگاه پیام نور مرکز قوچان[۳۶]
- دانشگاه جامع علمی کاربردی قوچان[۳۷]
- مجتمع آموزش عالی سلامت قوچان[۳۸]
- دانشکده فنی و حرفه‌ای پسران شهید رجایی قوچان
- دانشکده فنی و حرفه‌ای دختران قوچان
- دانشگاه فرهنگیان پردیس شهید کلاهدوز قوچان
- آموزشکده فنی و حرفه‌ای سما قوچان[۳۹]
- مؤسسه آموزش عالی اترک قوچان
- مؤسسه آموزش عالی حکیم نظامی قوچان[۴۰]
- آموزشکده فوریتهای پزشکی درگز
- دانشگاه آزاد اسلامی مرکز درگز
- دانشگاه پیام نور واحد درگز
- دانشگاه پیام نور واحد کلات

### منطقه شرقی استان
- دانشگاه پیام نور تربت جام
- دانشگاه آزاد اسلامی تربت جام
- دانشکده علوم پزشکی تربت جام
- مجتمع آموزش عالی کشاورزی و دامپروری تربت جام
- دانشگاه پیام نور تایباد
- دانشگاه آزاد اسلامی تایباد

## نگارخانه

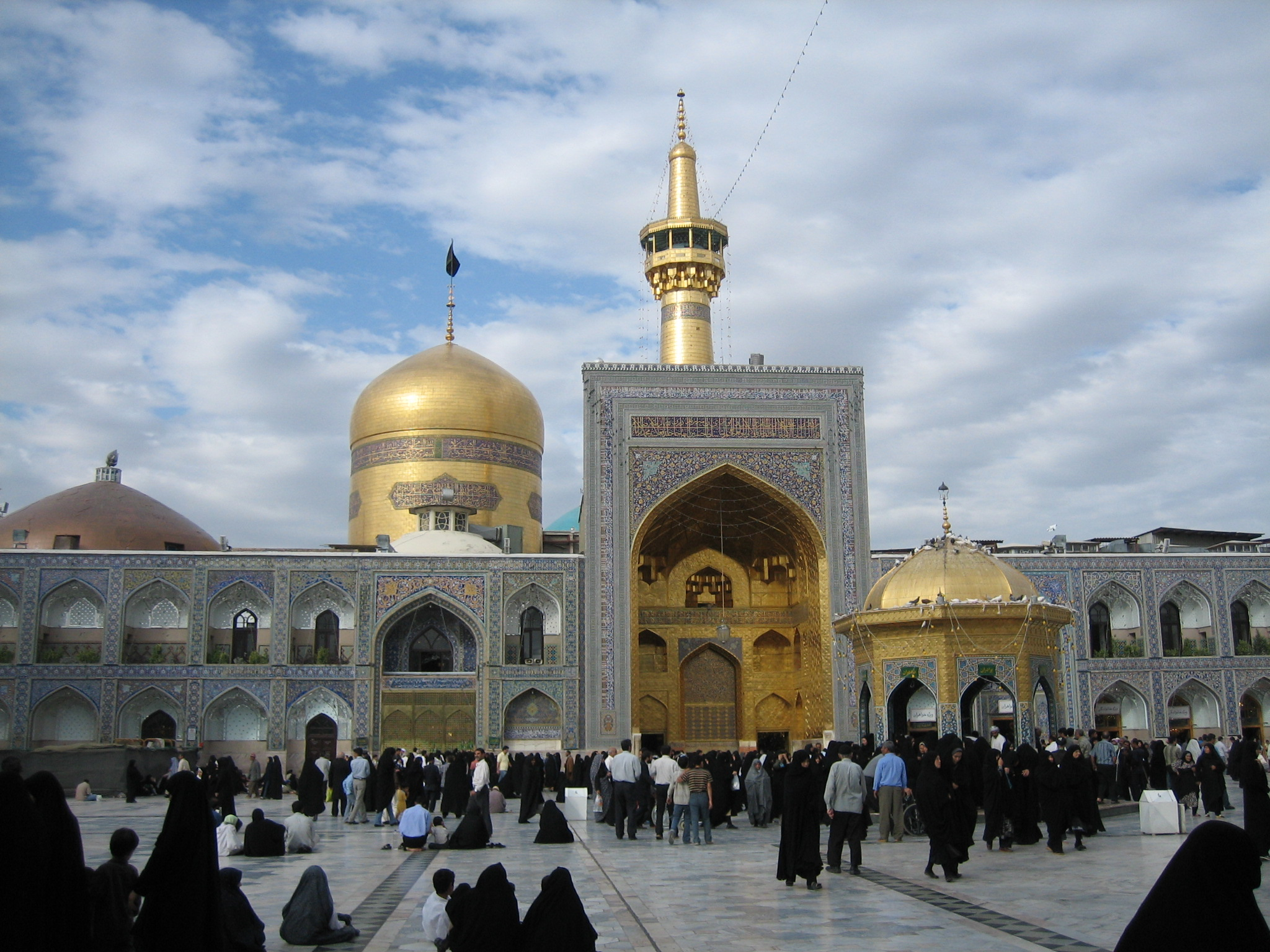
حرم امام رضا
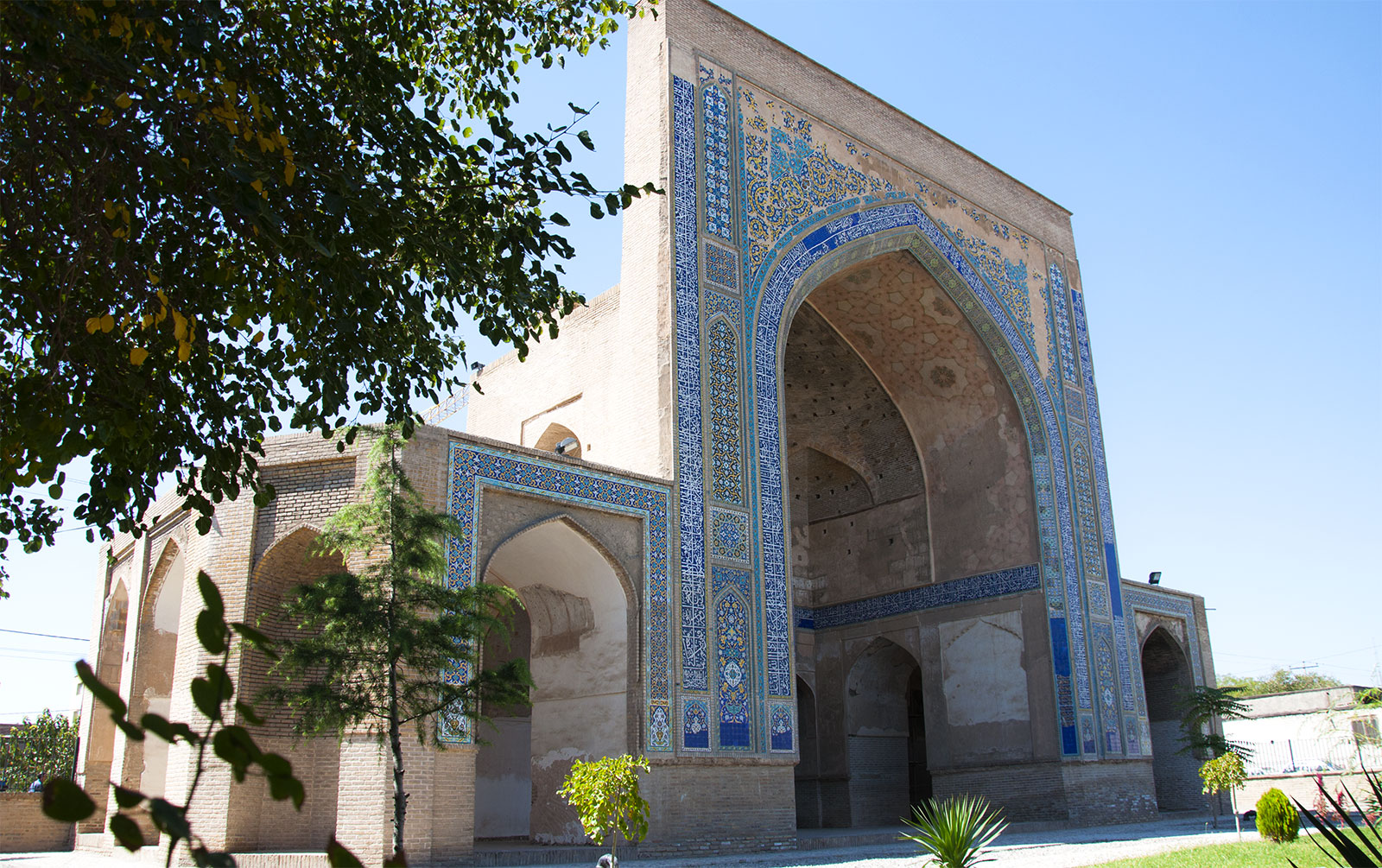
مصلای پایین خیابان
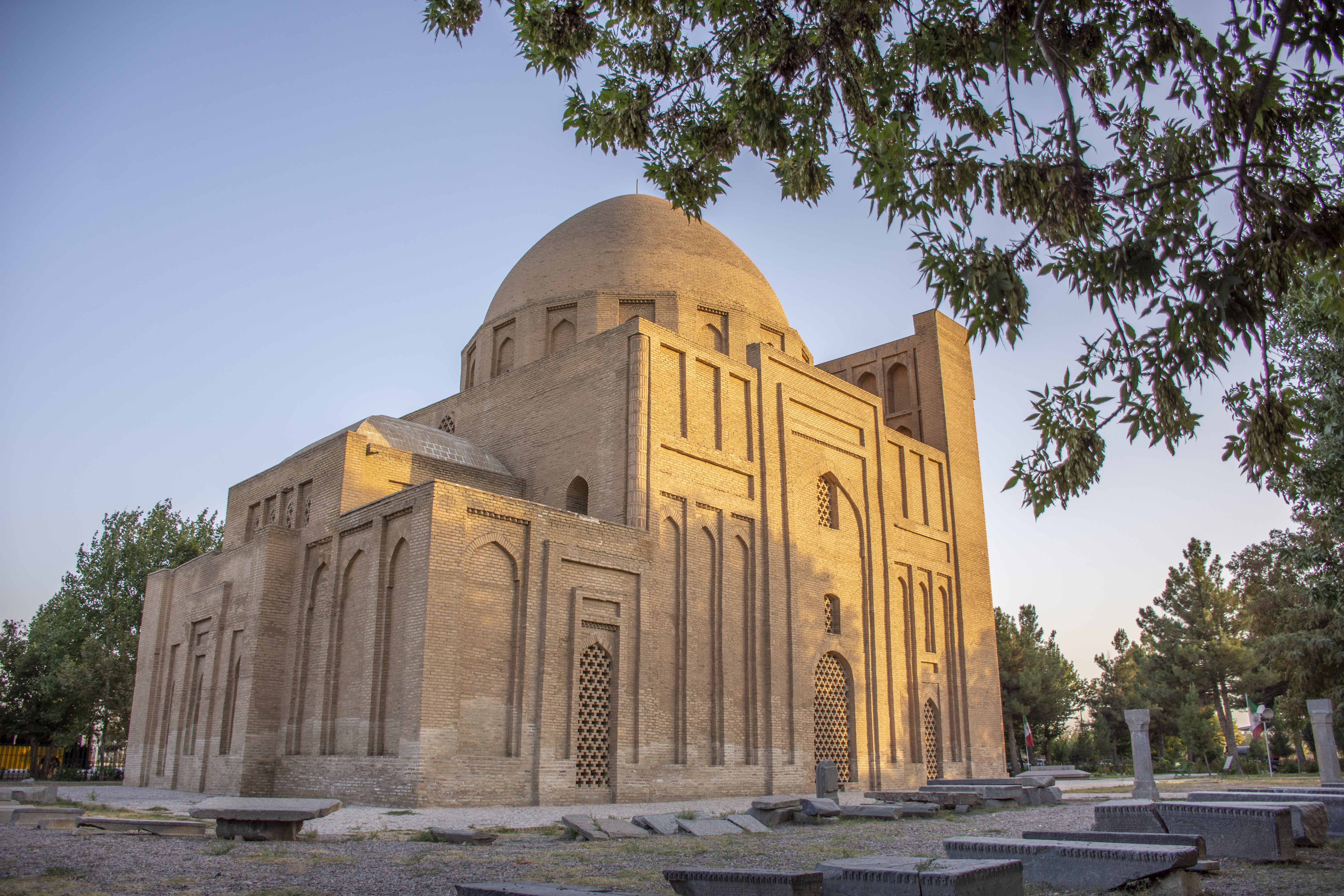
گنبد هارونیه
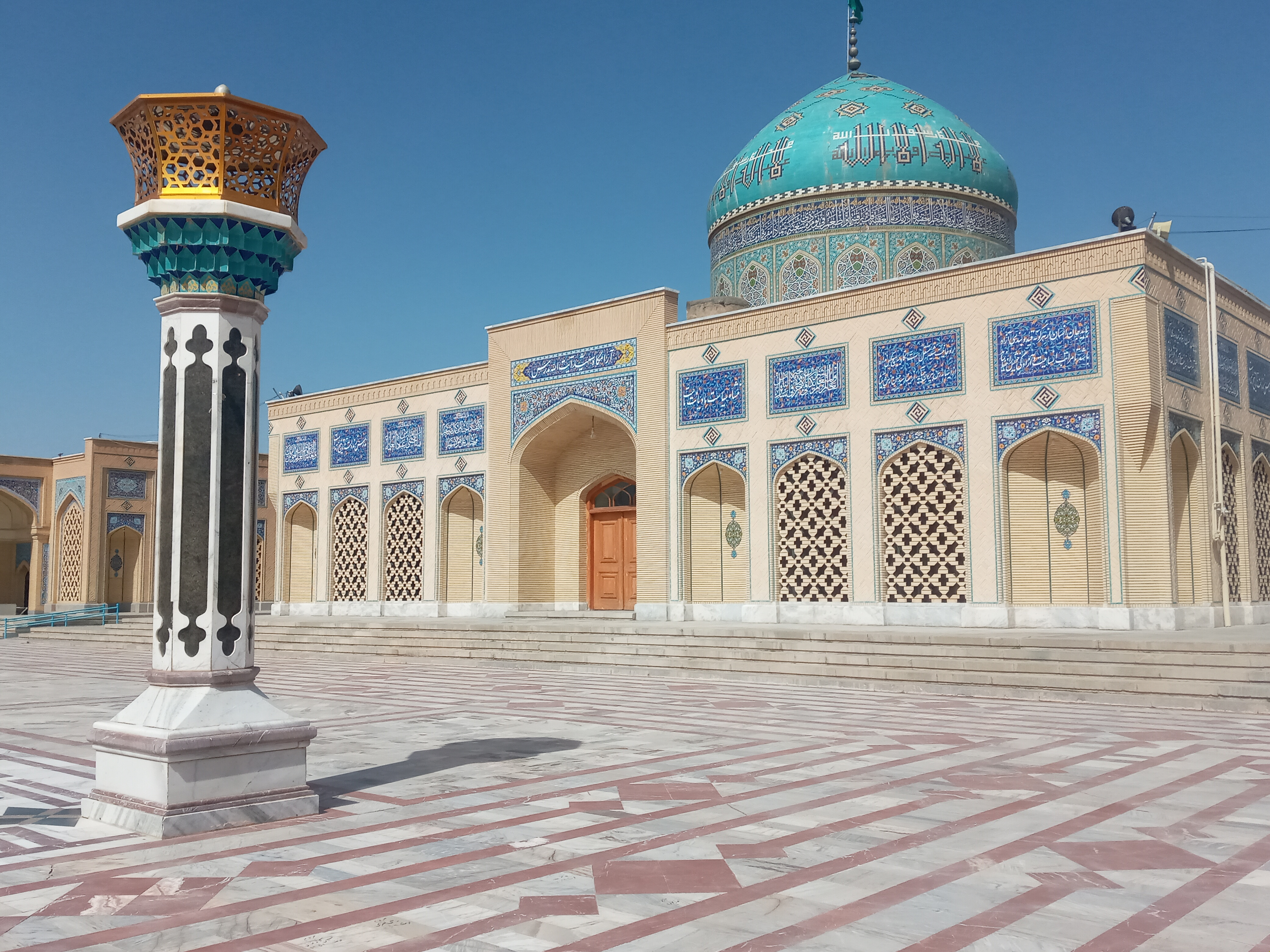
آرامگاه سید حسن مدرس
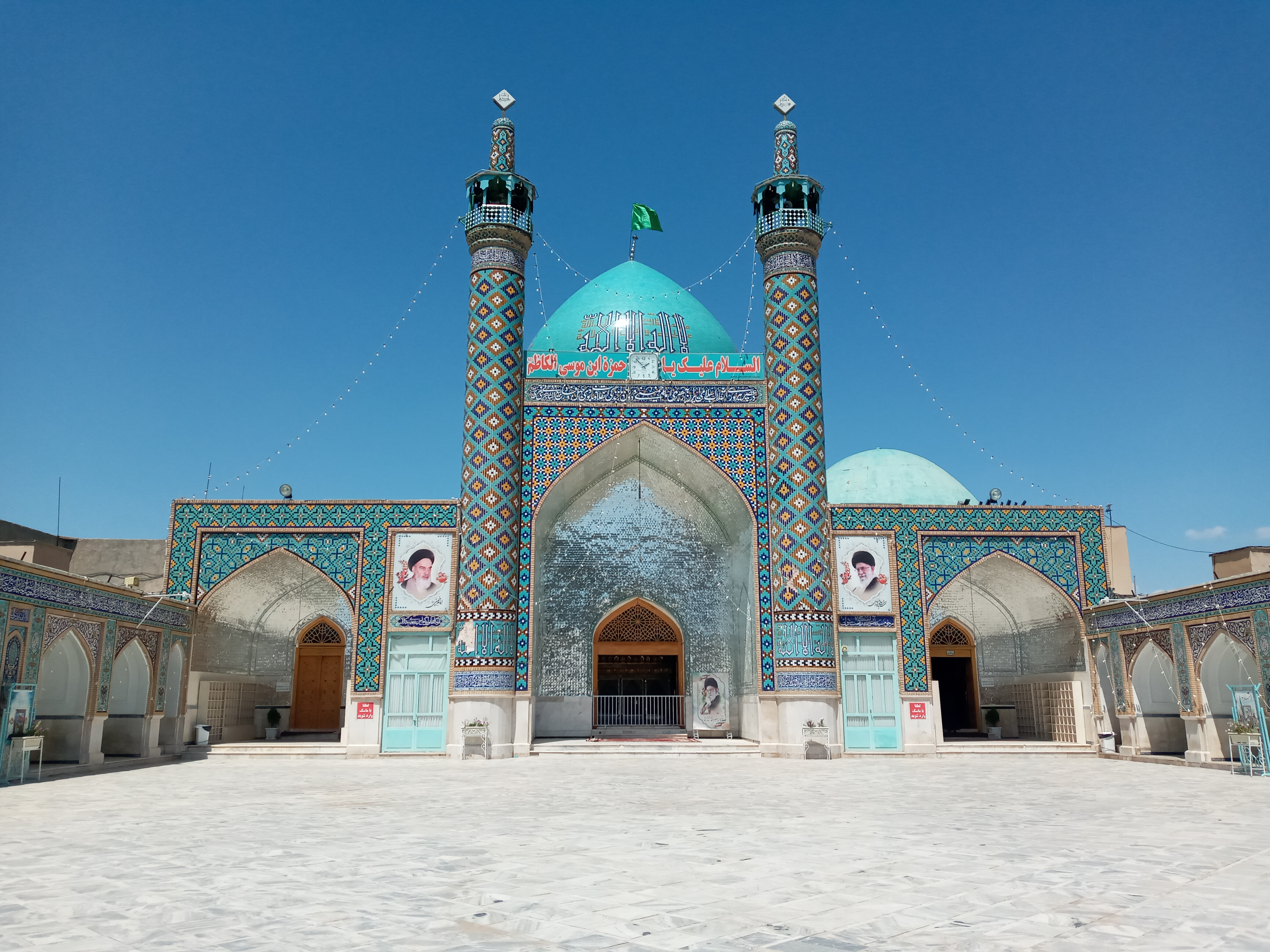
امامزاده سیدحمزه کاشمر
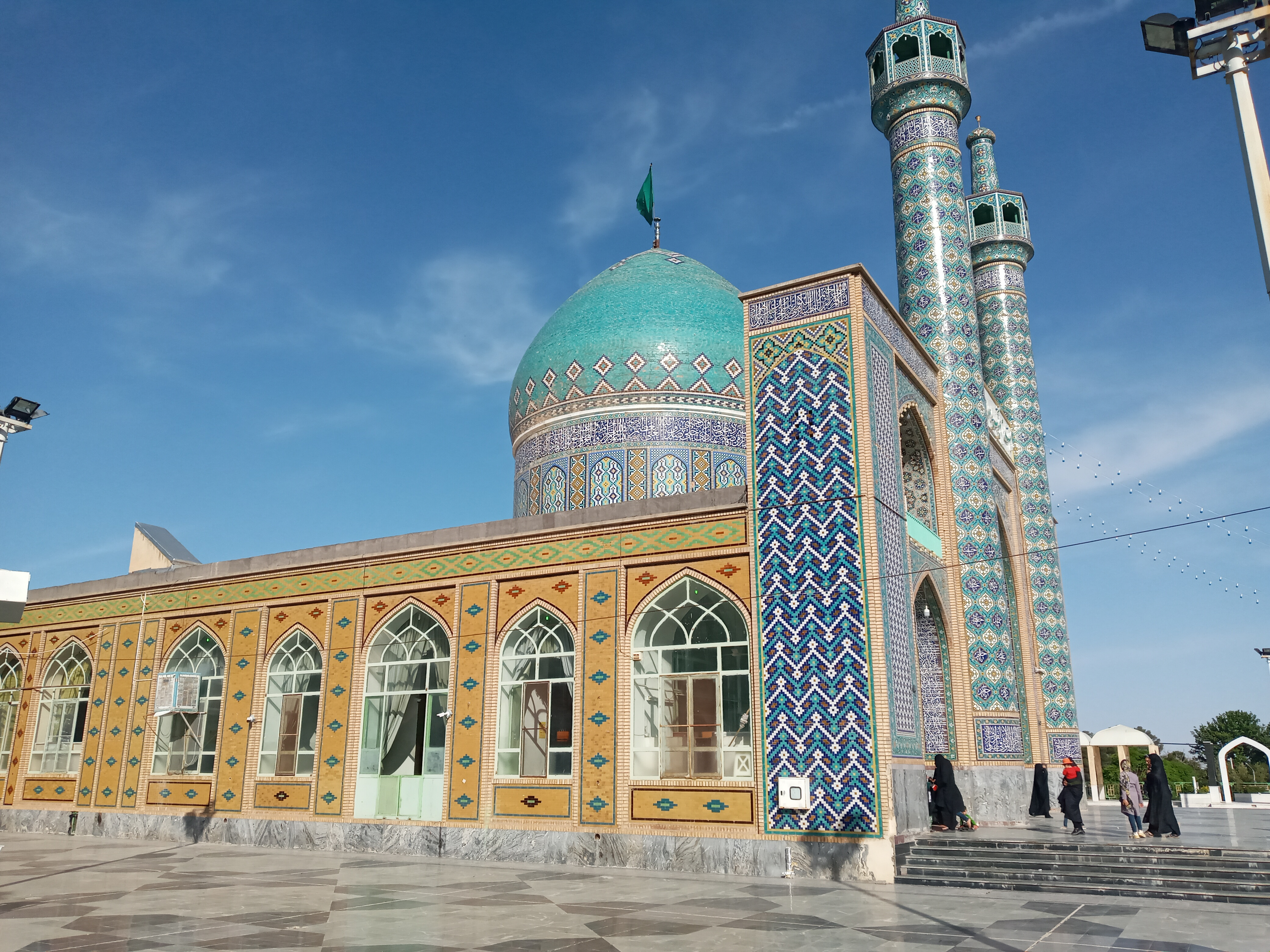
امامزاده سید مرتضی
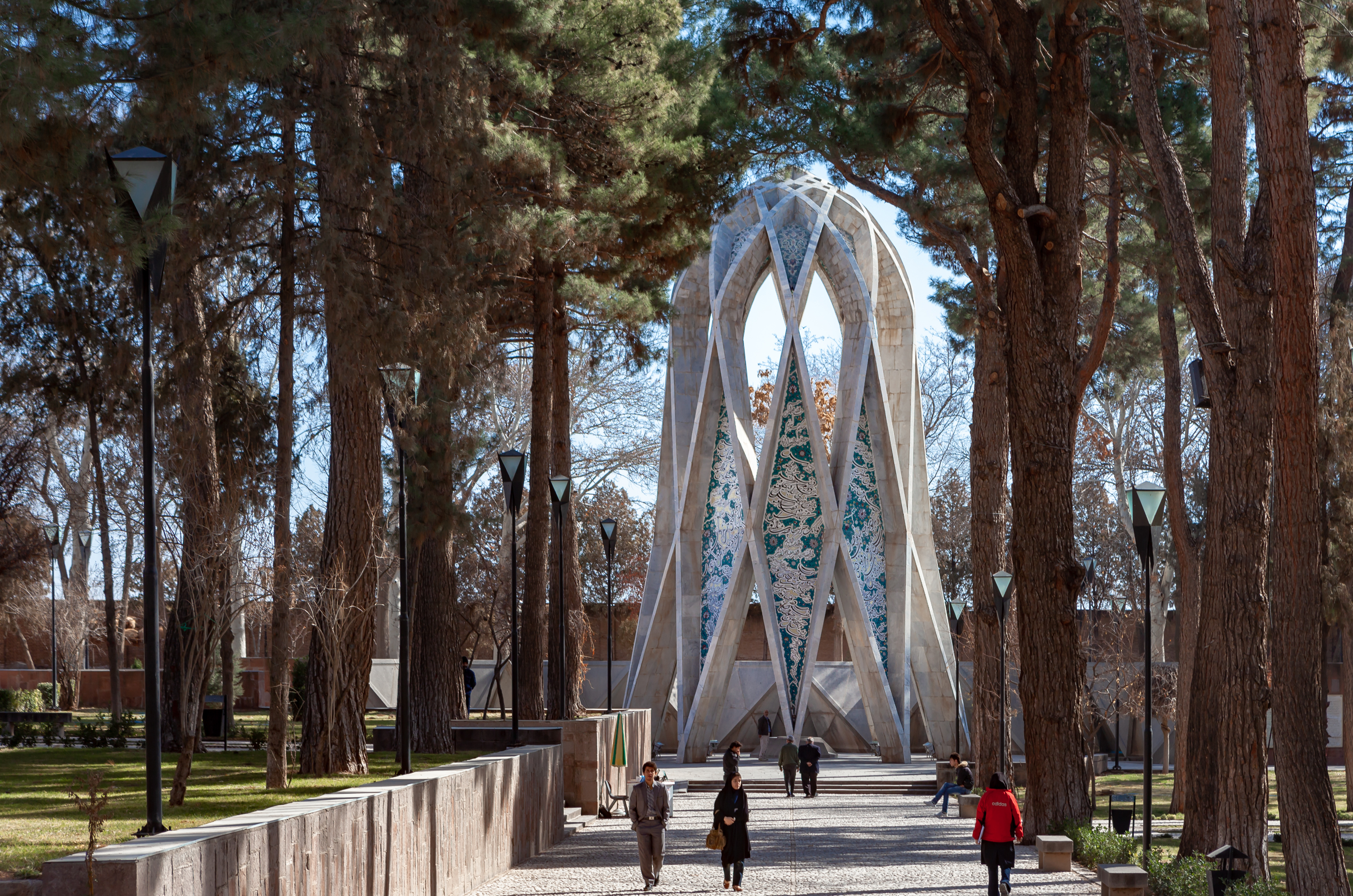
آرامگاه عمر خیام
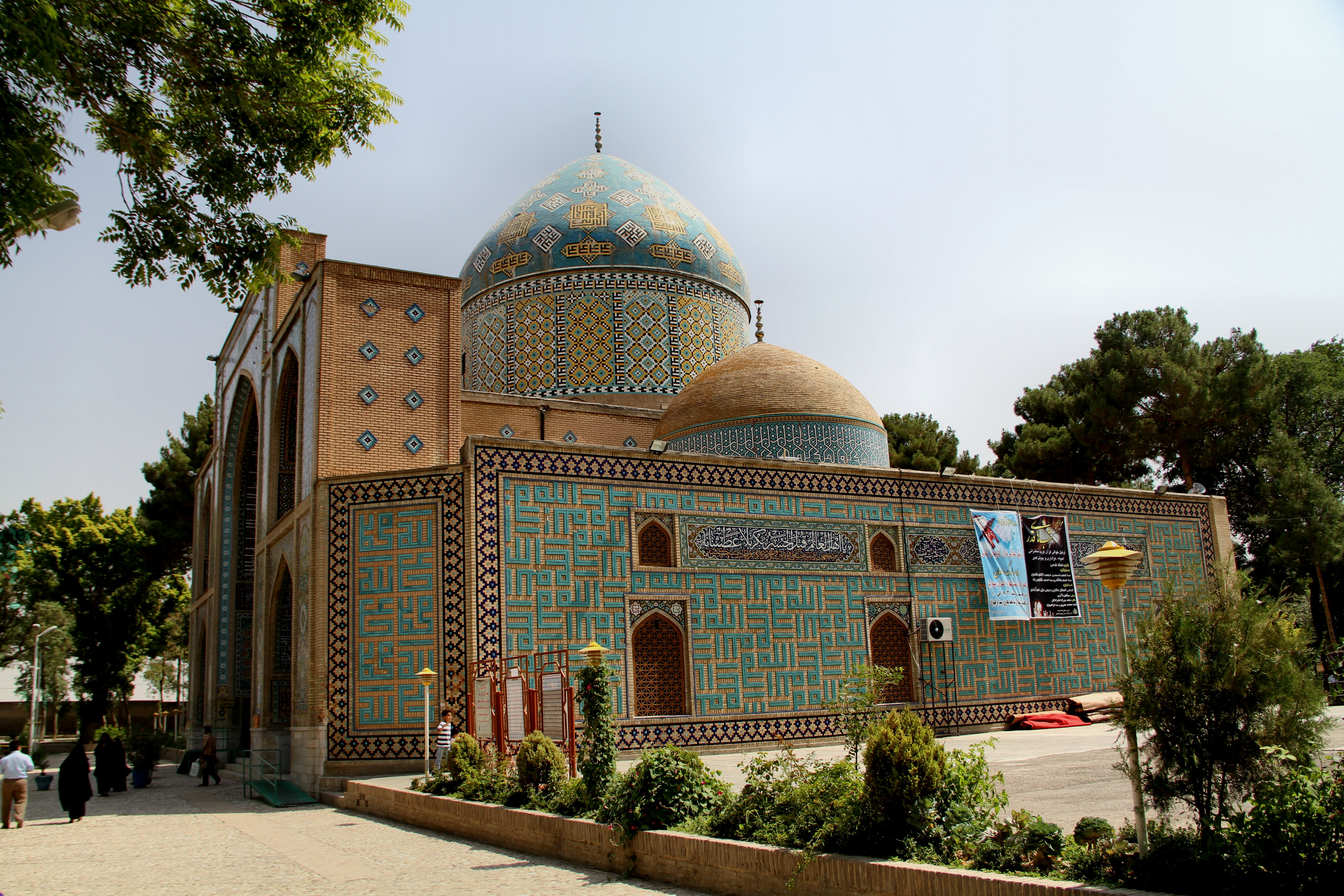
امامزاده محمد محروق
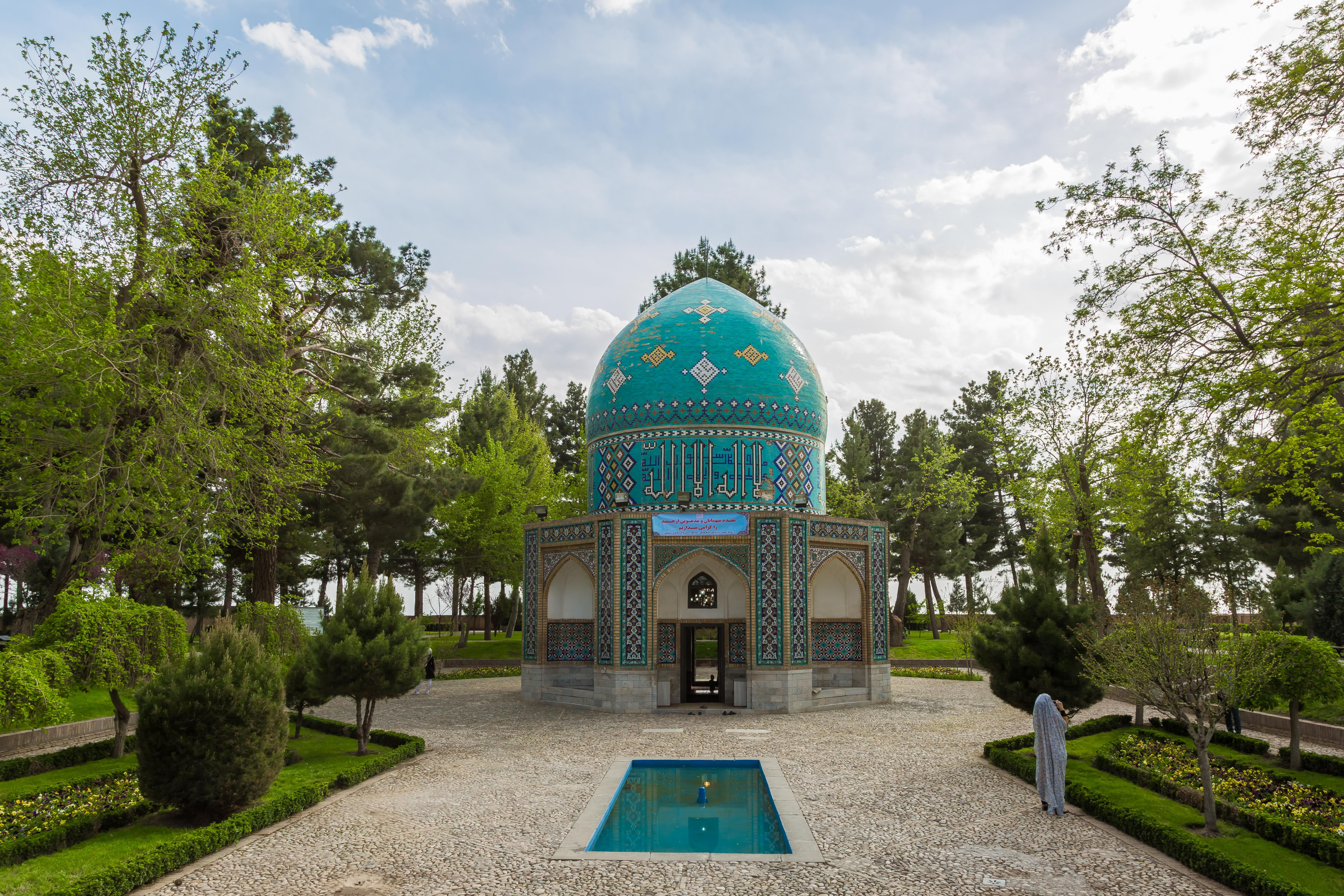
آرامگاه عطار نیشابوری
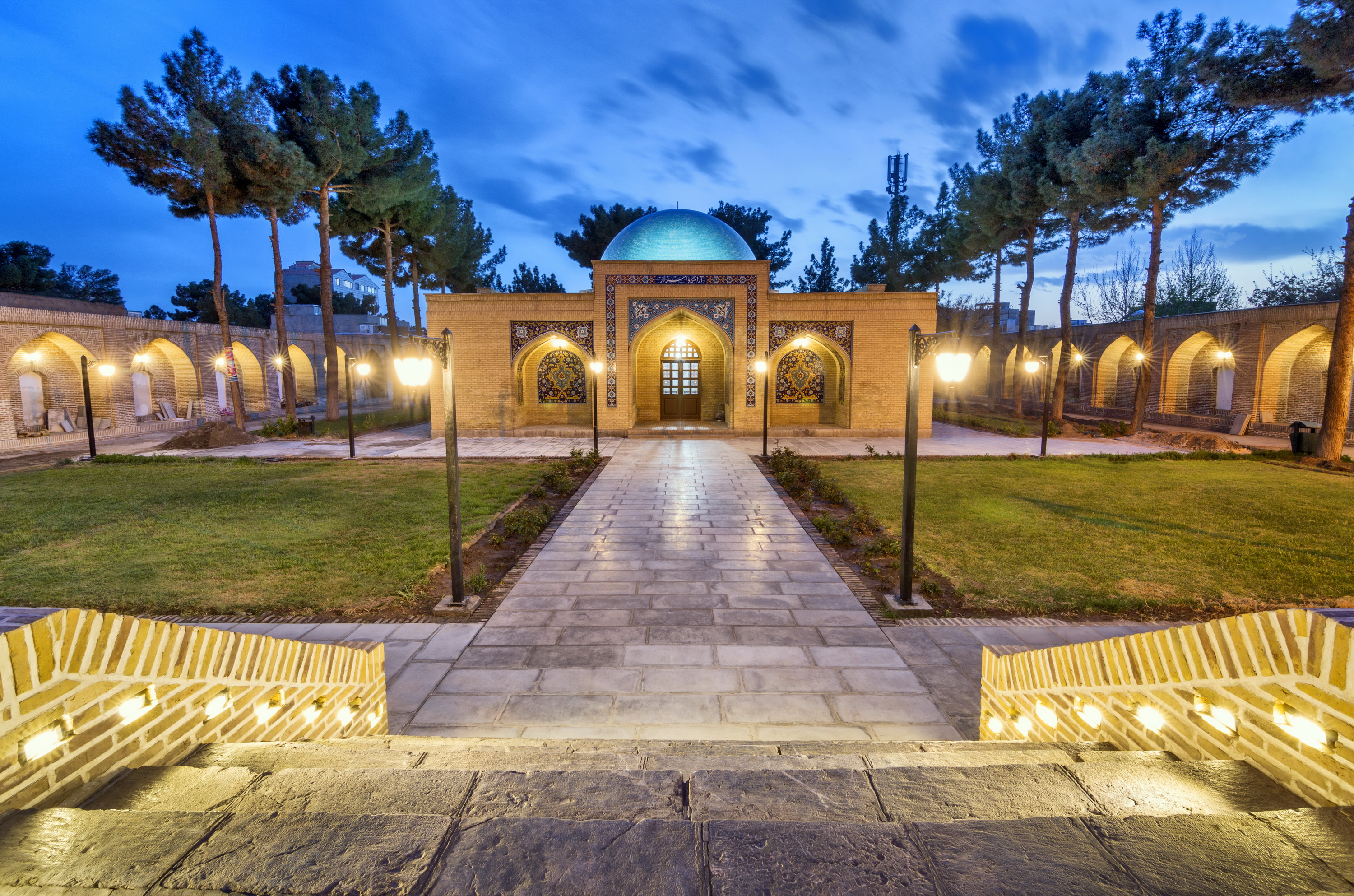
آرامگاه ملا هادی سبزواری
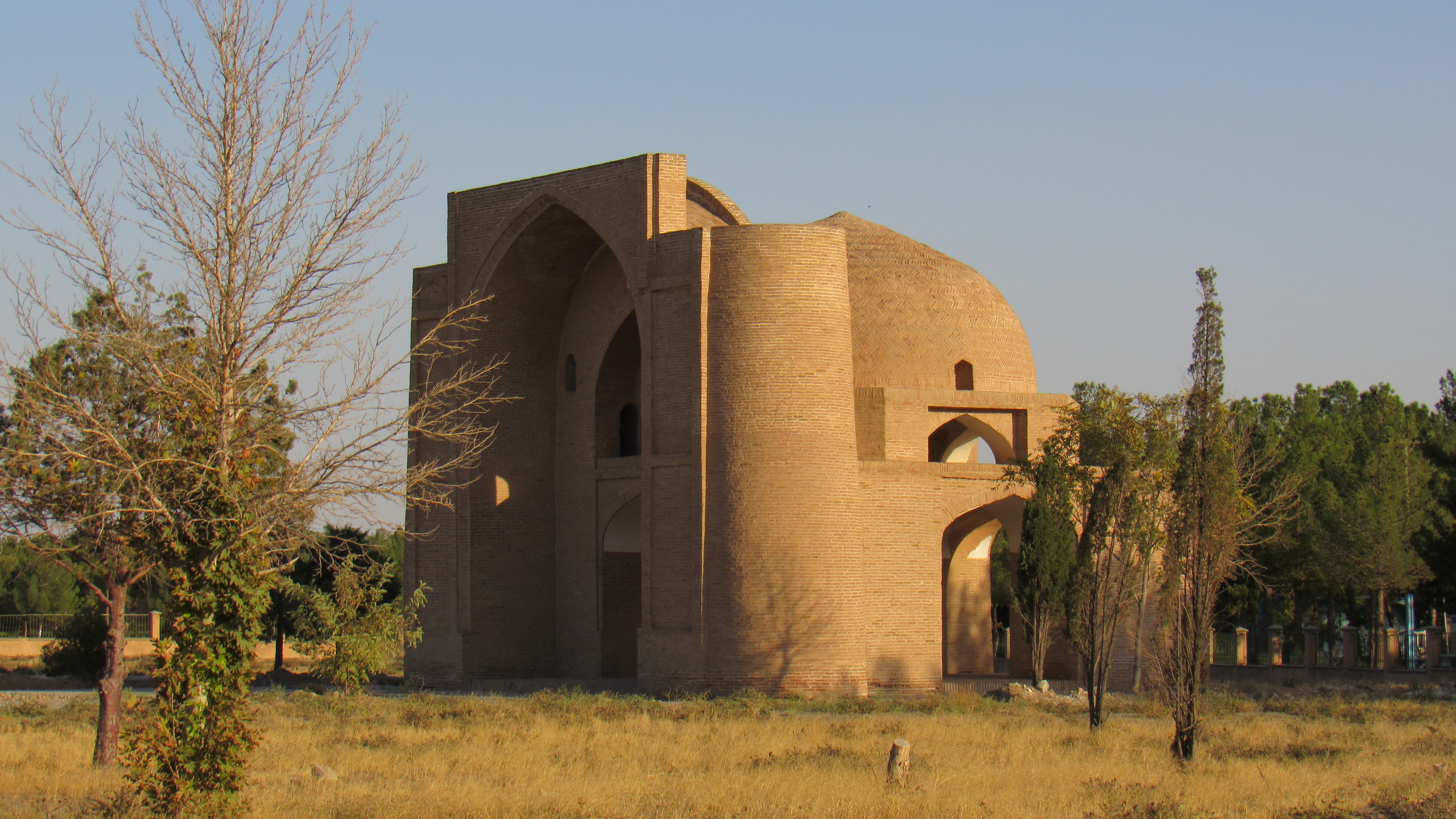
مصلی سبزوار
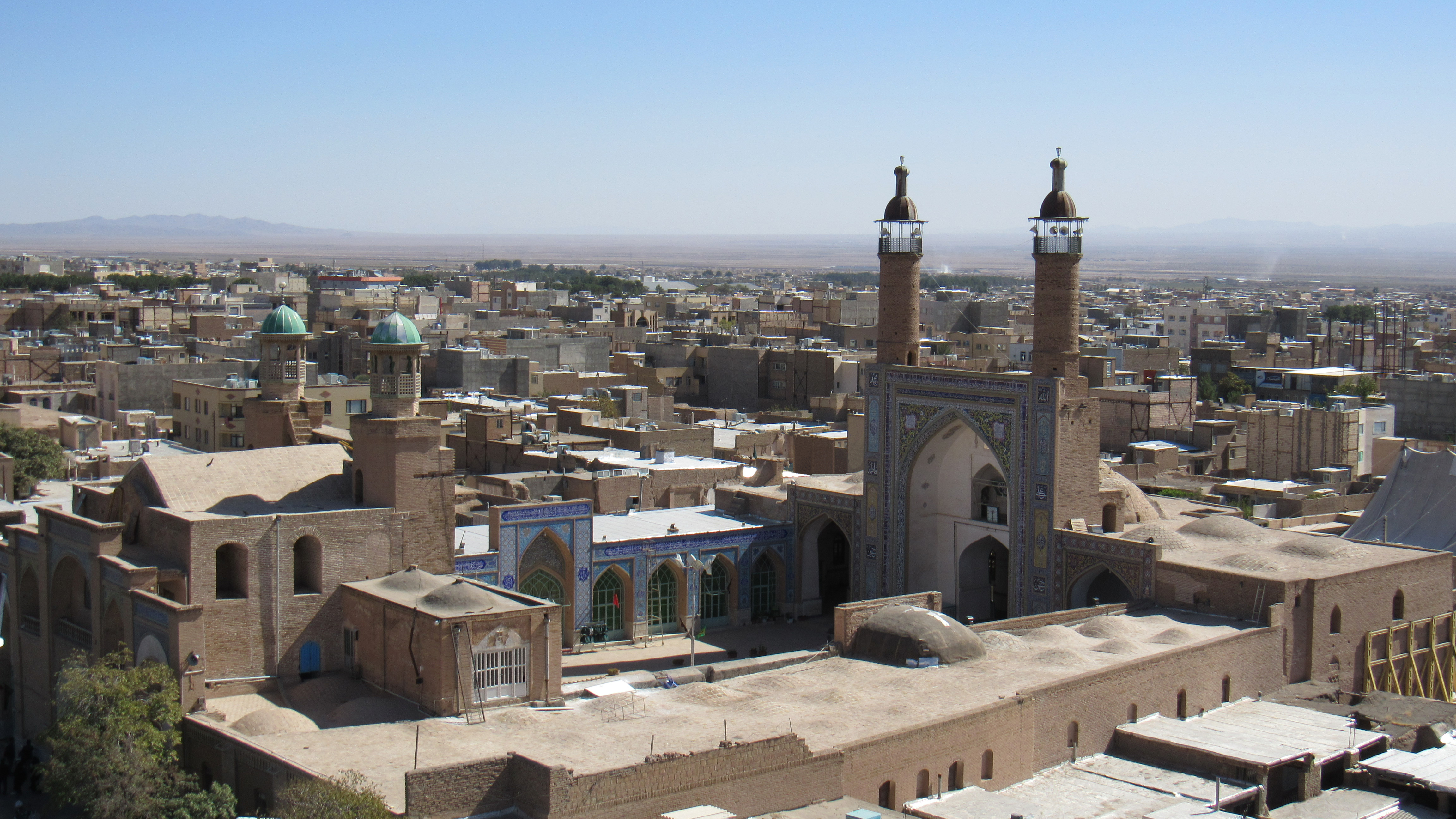
مسجد جامع سبزوار
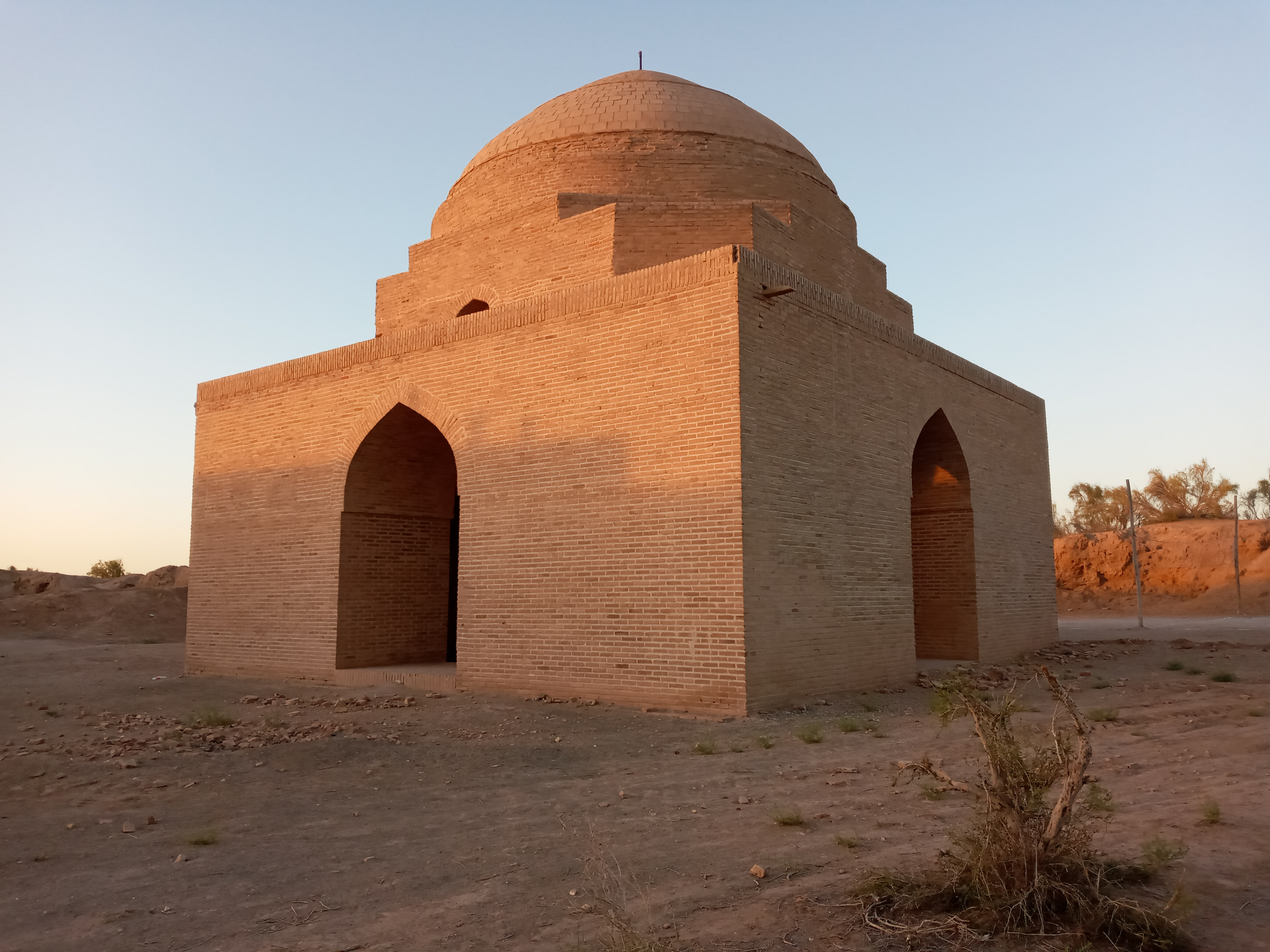
آرامگاه عبدل‌آباد
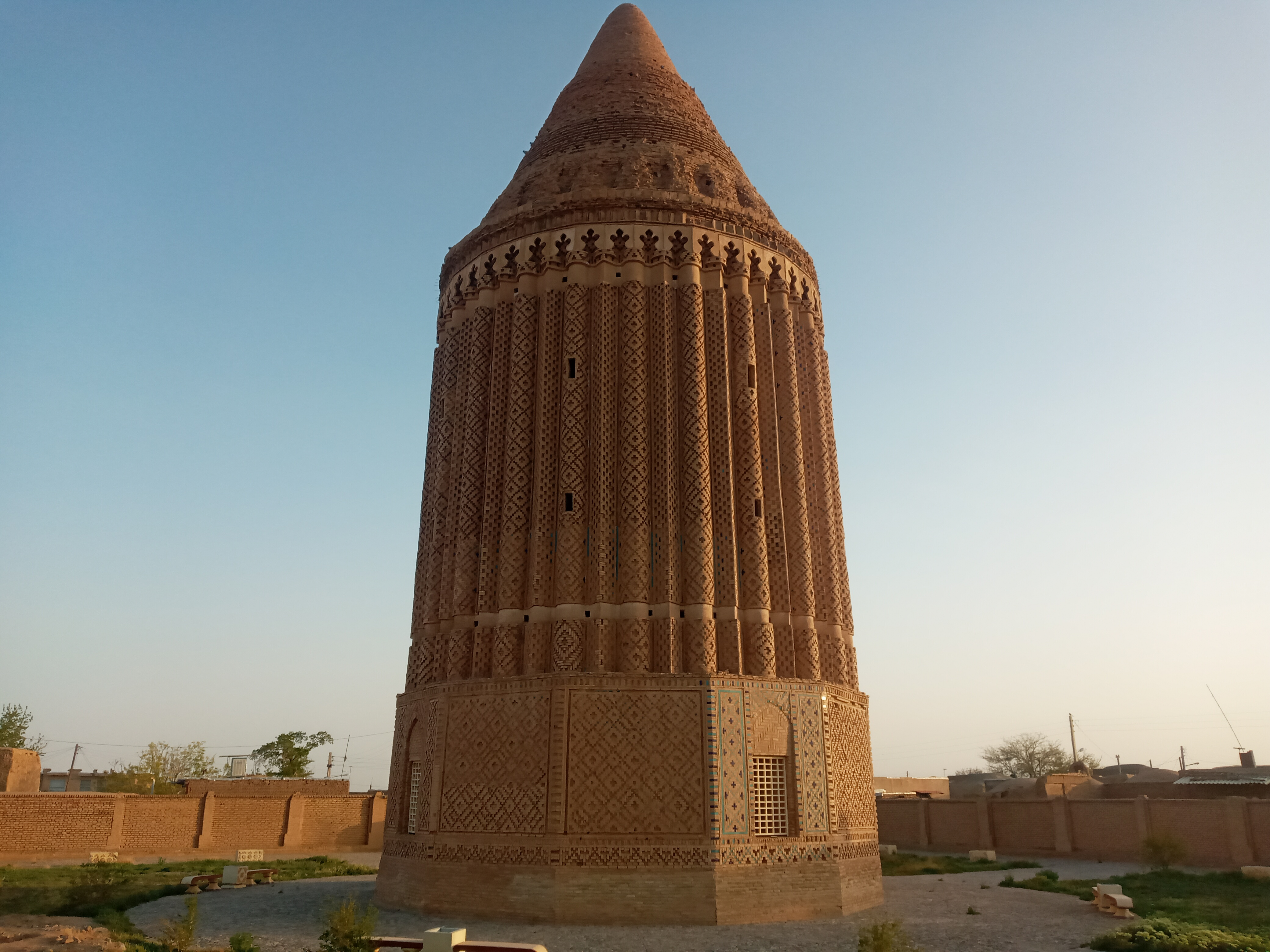
برج علی‌آباد
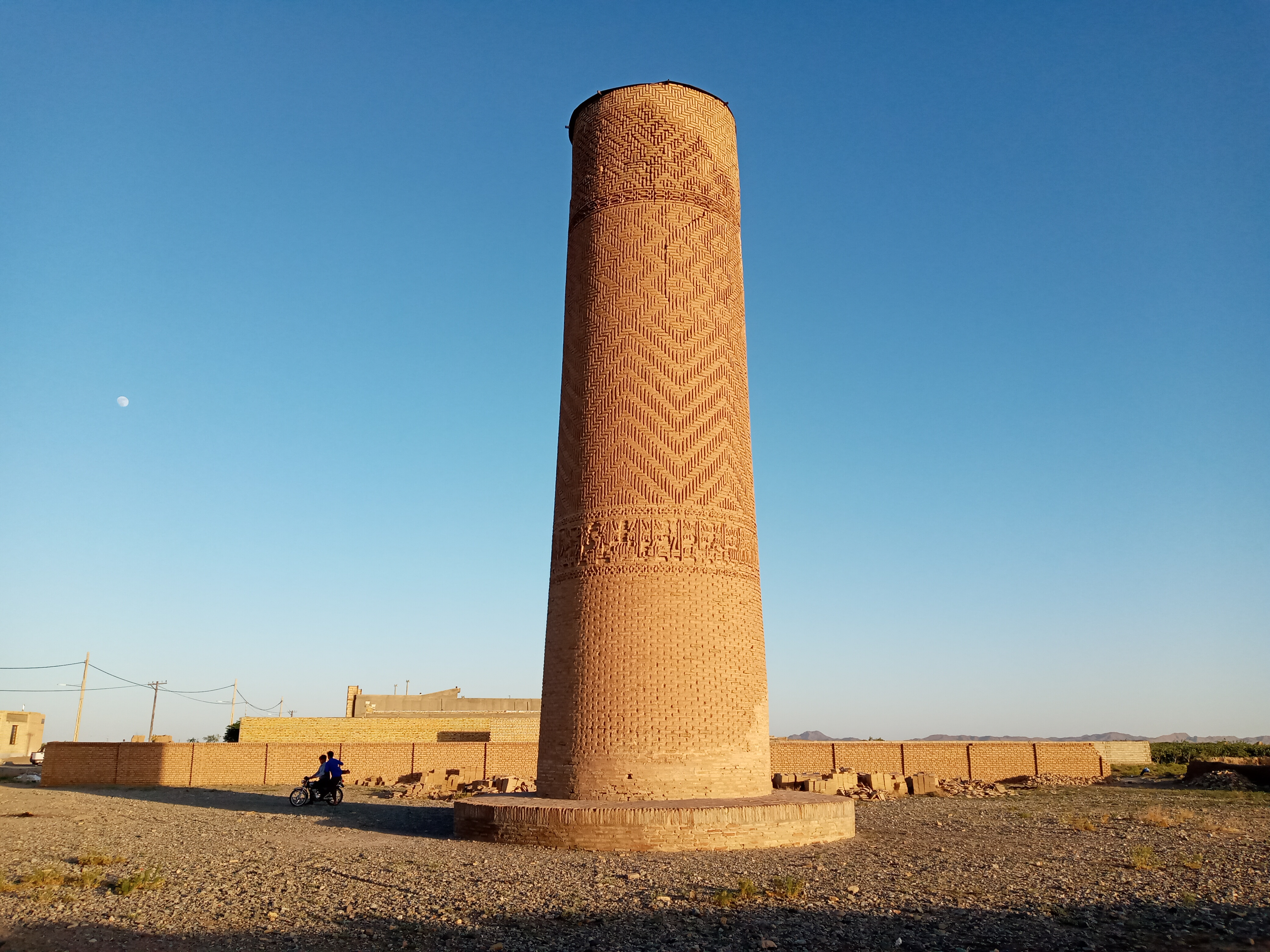
برج فیروزآباد
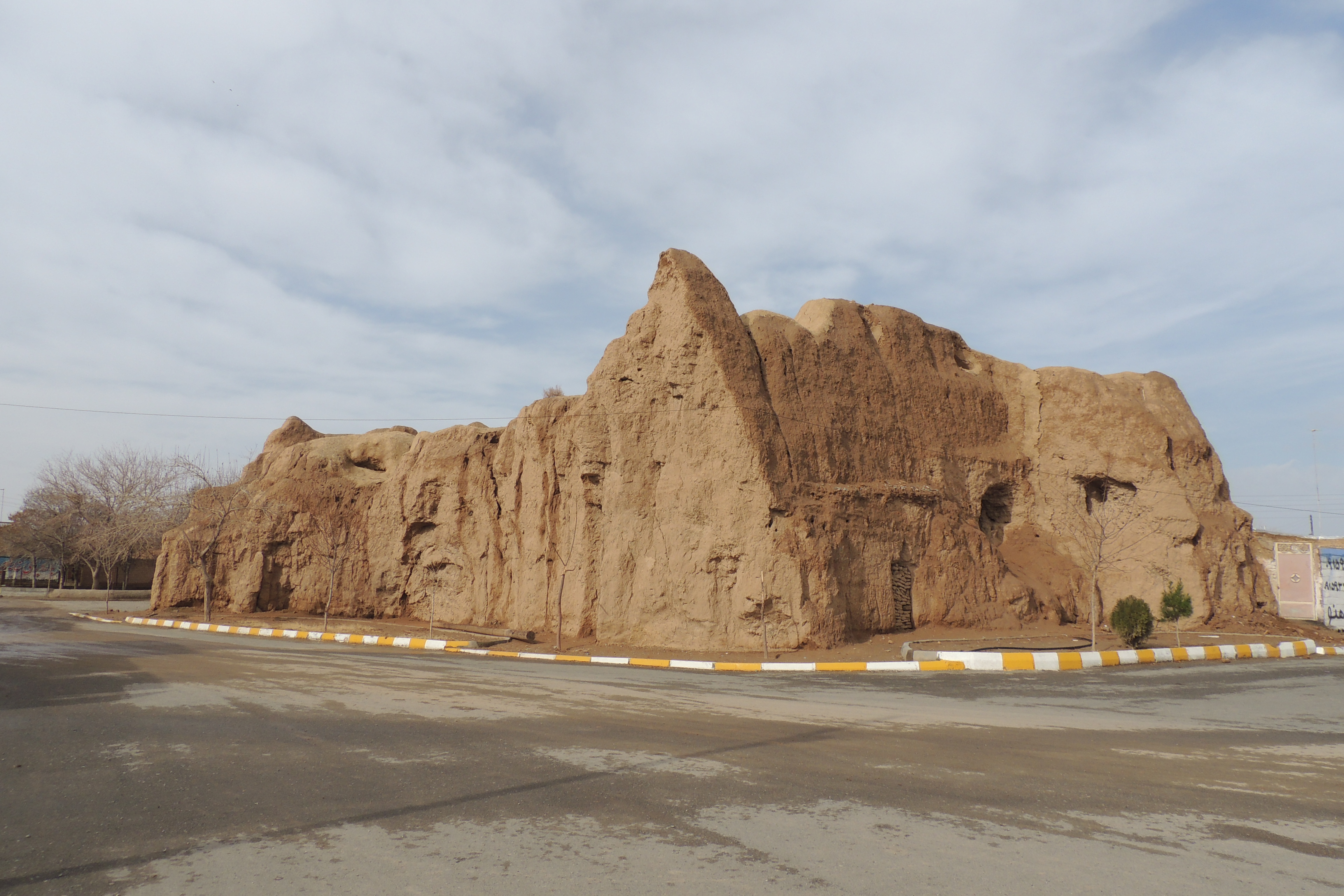
قلعه بزنجرد
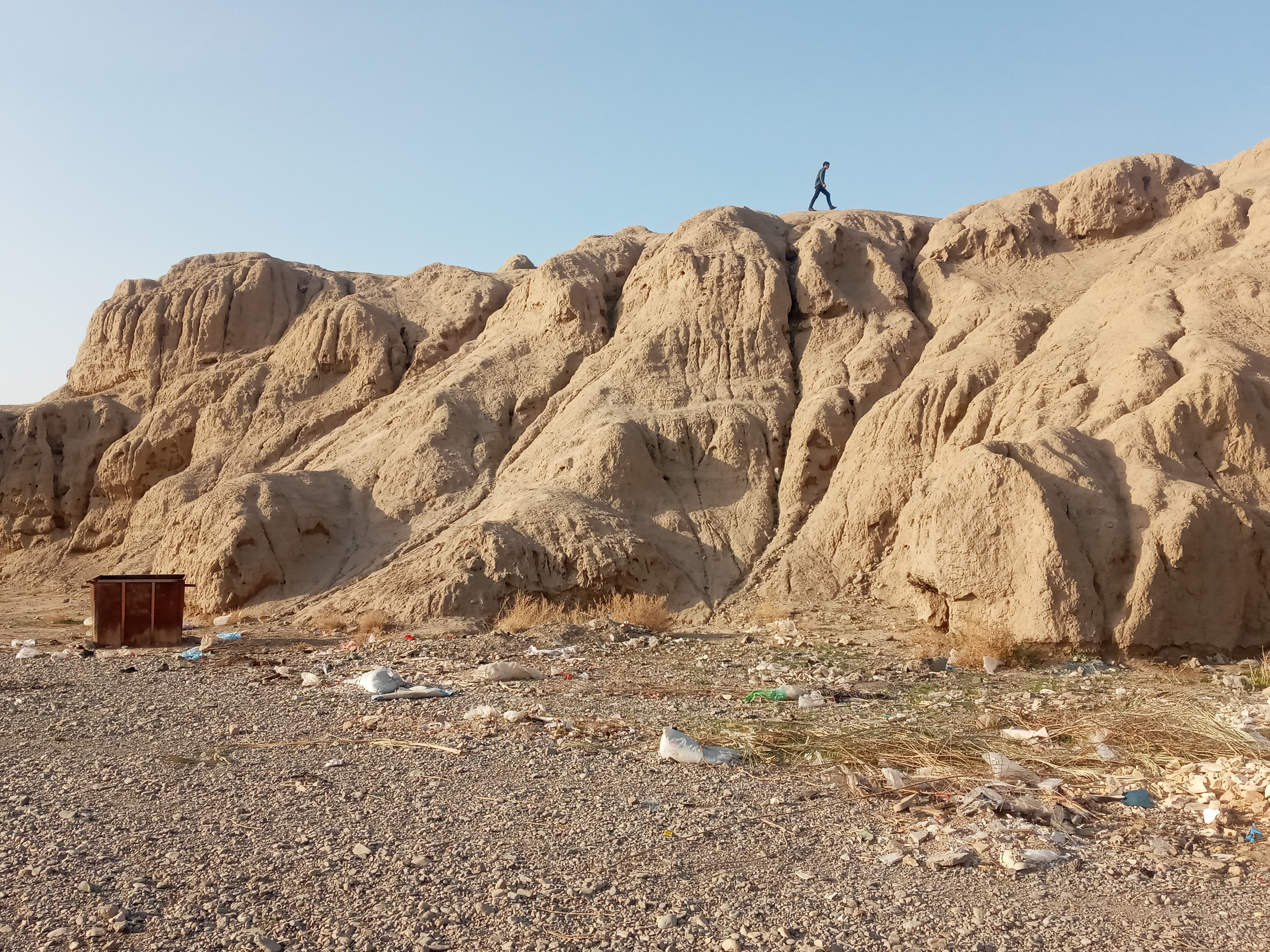
قلعه کندر
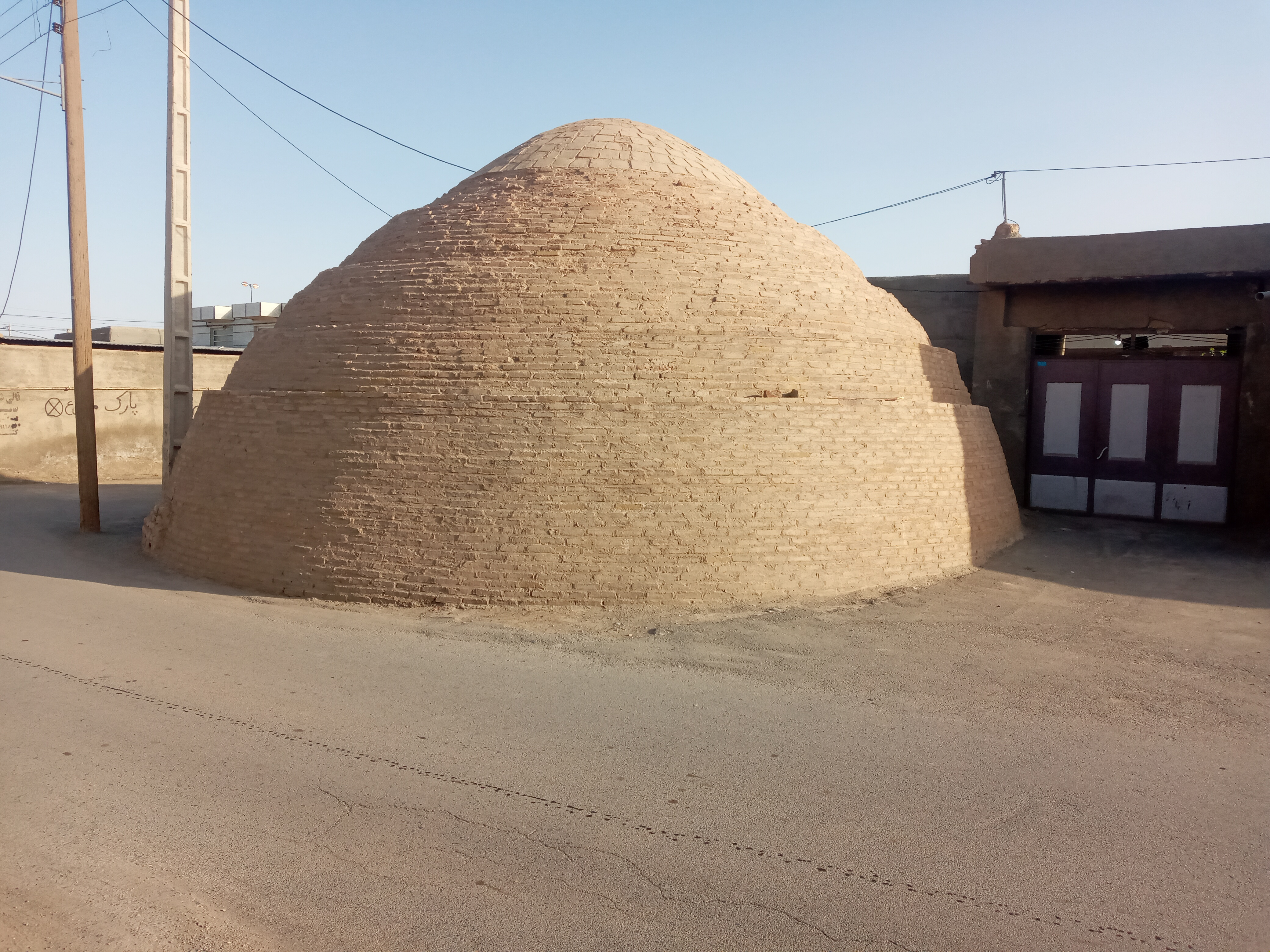
آب‌انبار کندر ۲
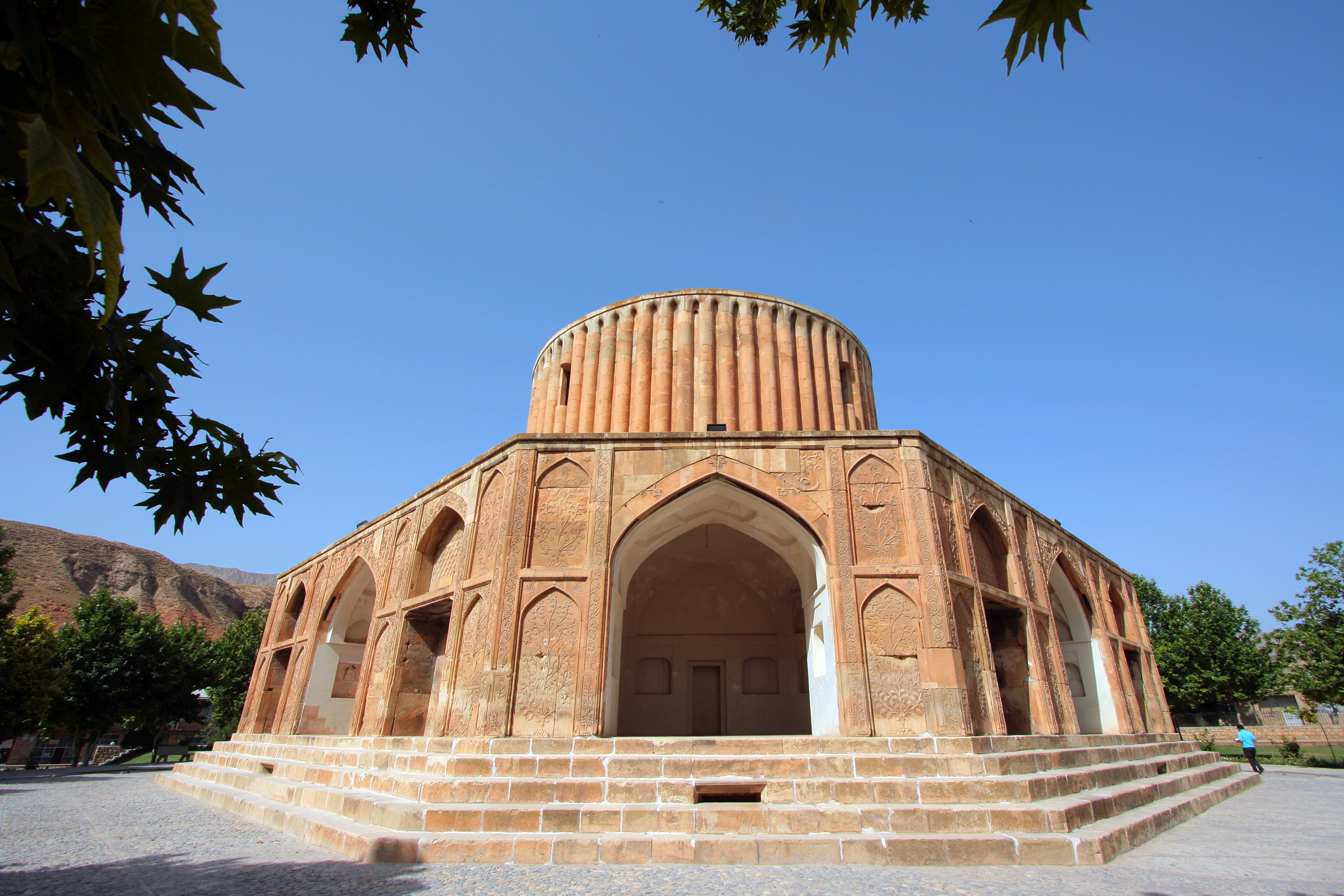
کاخ کلات
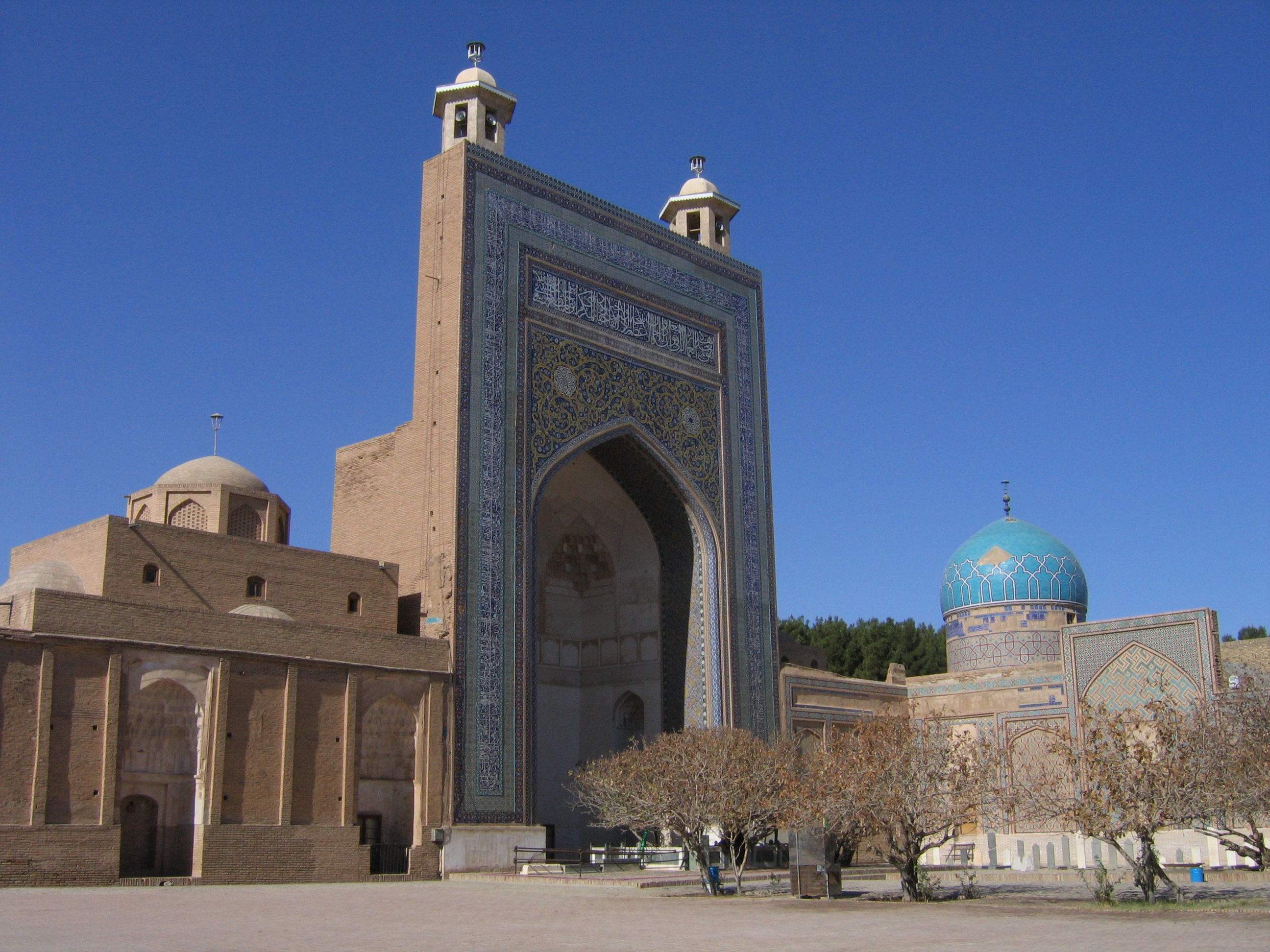
آرامگاه شیخ احمد جامی
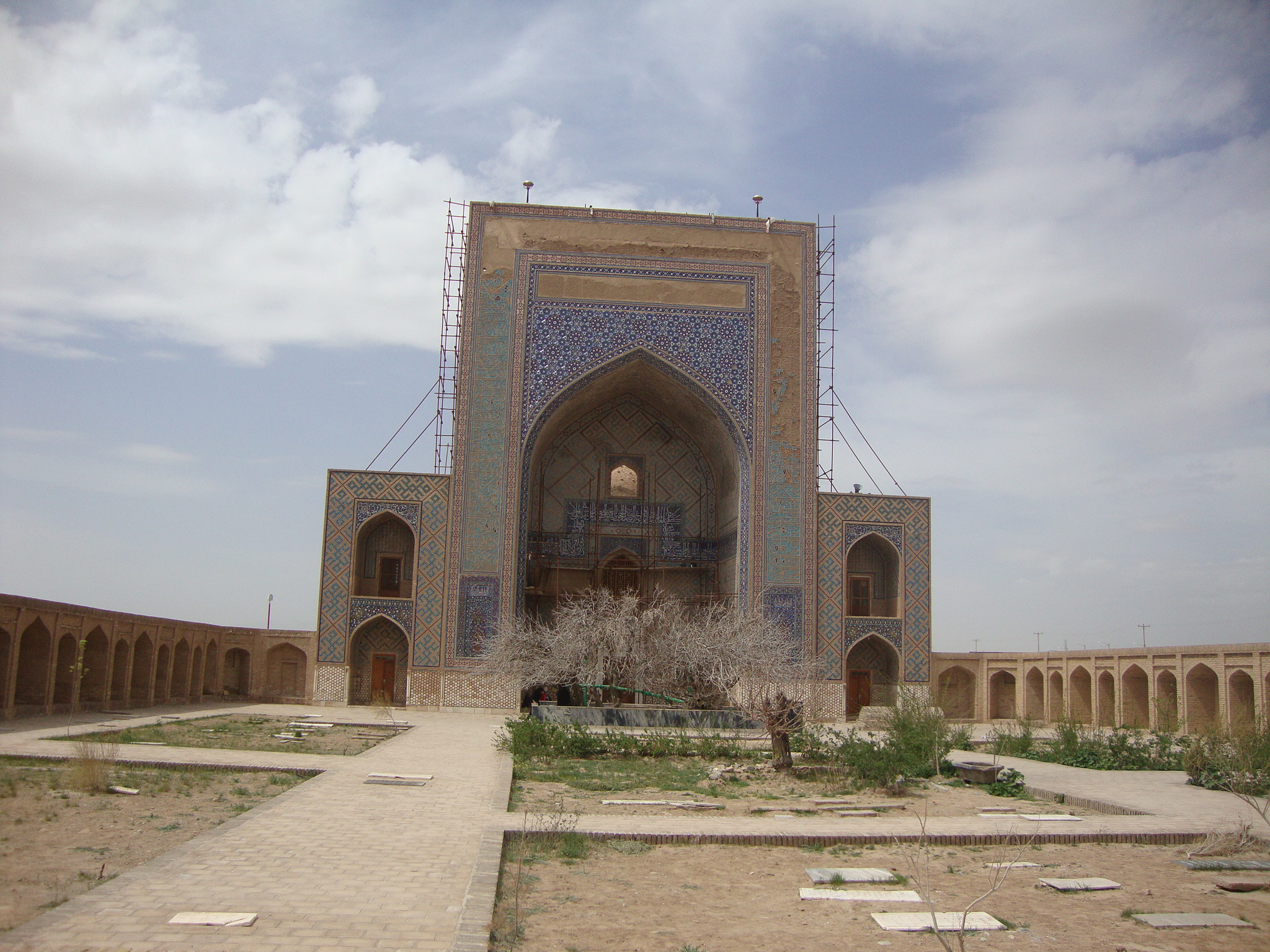
آرامگاه مولانا زین الدین ابوبکر تایبادی
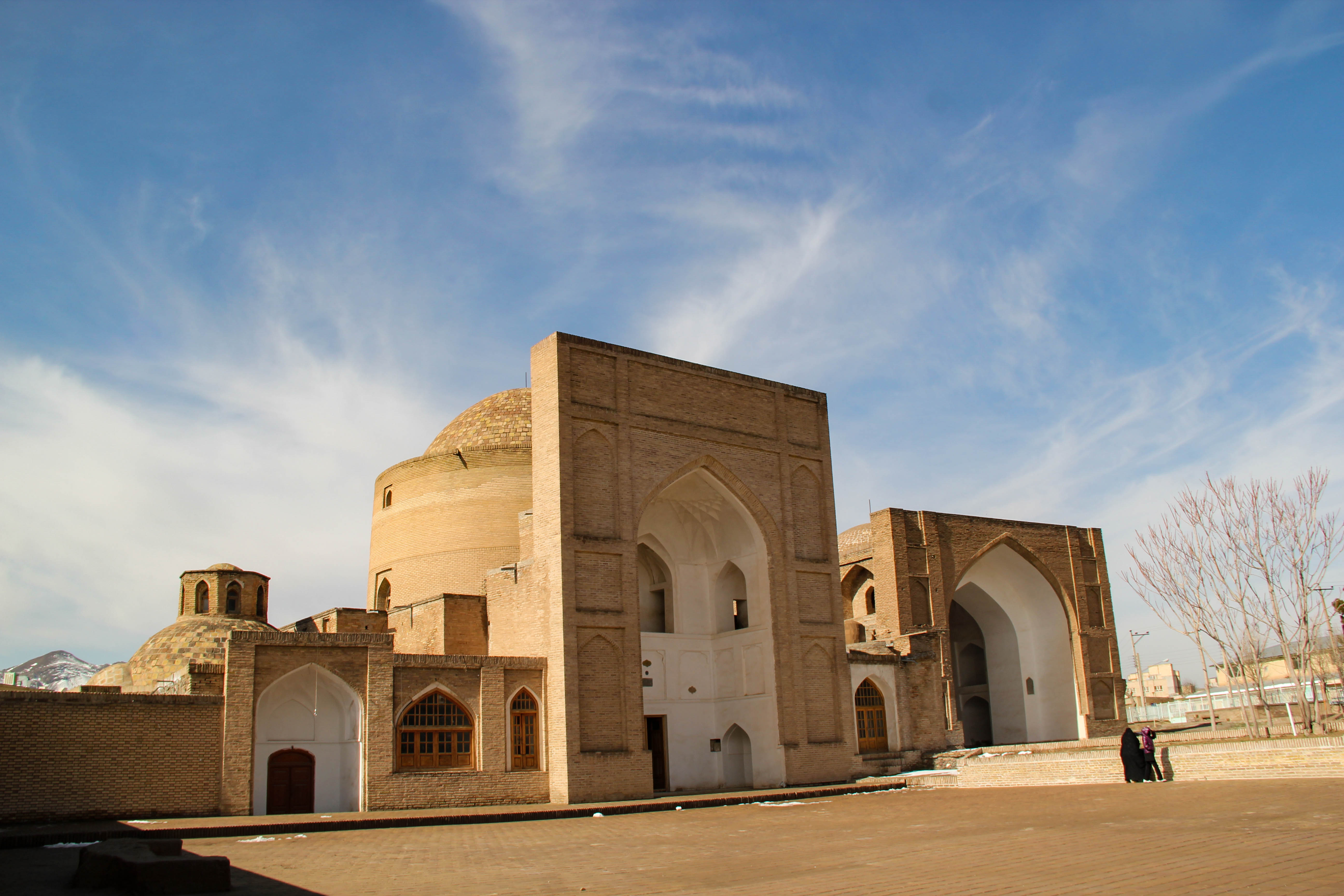
مزار و مسجد قطب الدین حیدر
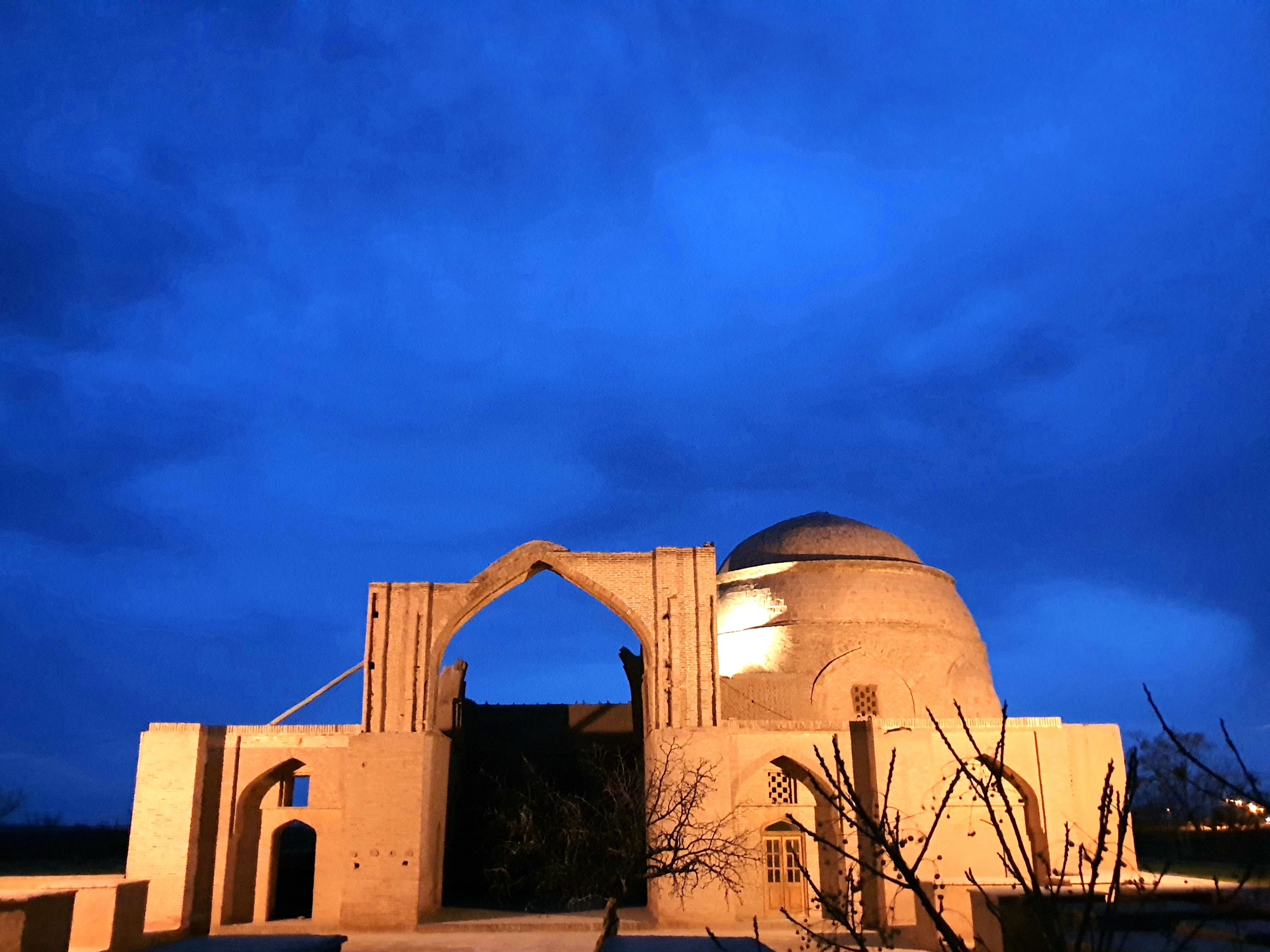
مسجد جامع رشتخوار
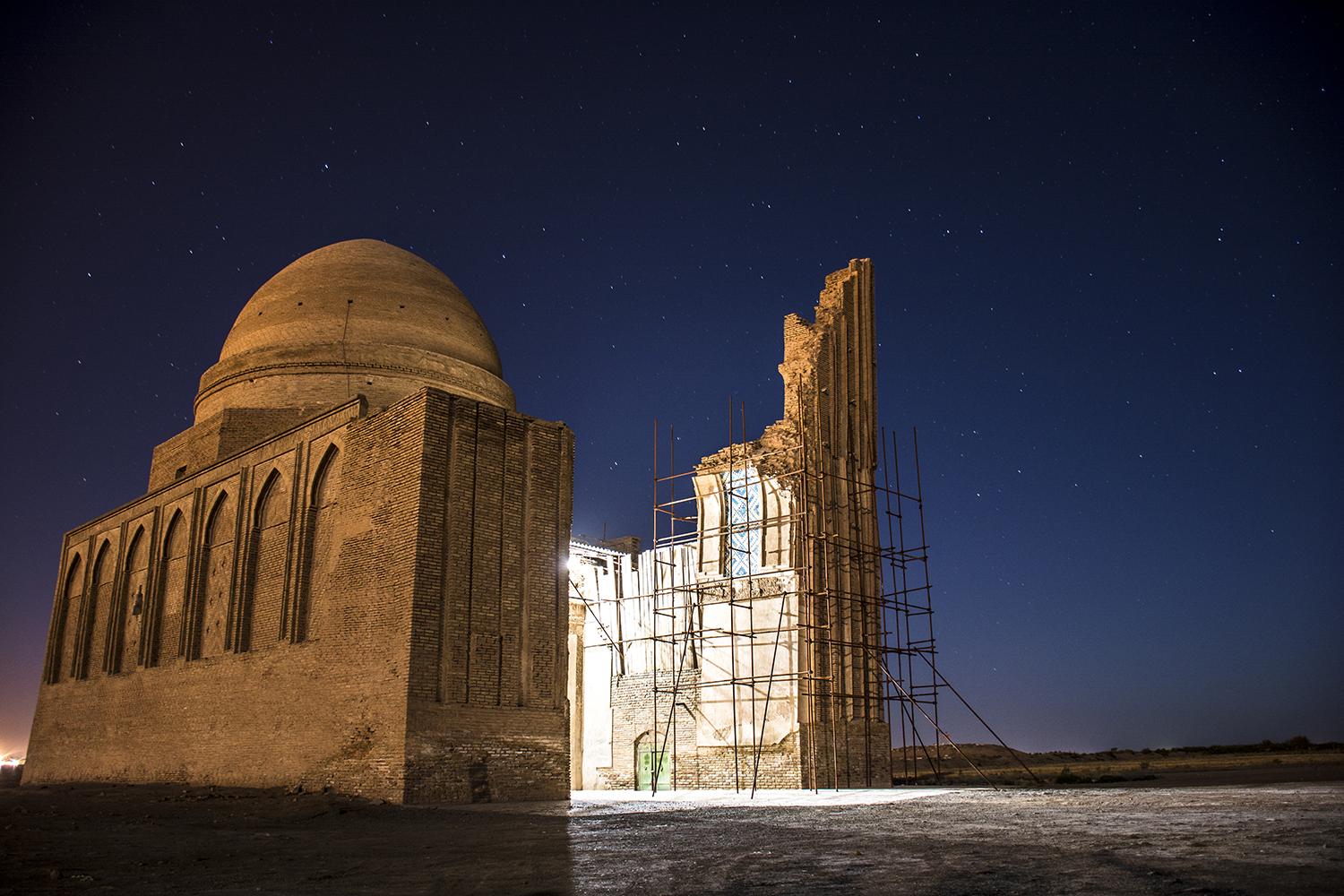
آرامگاه بابا لقمان
قنات قصبه

## یادداشت
1. ↑  منهای جمعیت بخش صالح‌آباد در سرشماری ۱۳۹۵ که بعداً به شهرستان ارتقا یافت.
2. ↑  جمعیت بخش زبرخان از شهرستان نیشابور در سرشماری ۱۳۹۵
3. ↑  منهای جمعیت بخش ششتمد در سرشماری ۱۳۹۵ که بعداً به شهرستان ارتقا یافت.
4. ↑  منهای مساحت بخش ششتمد در سالنامهٔ آماری ۱۳۸۷ شهرستان
5. ↑  جمعیت بخش ششتمد در شهرستان سبزوار در سرشماری ۱۳۹۵
6. ↑  جمعیت بخش صالح‌آباد از شهرستان تربت جام در سرشماری ۱۳۹۵
7. ↑  منهای جمعیت بخش کوهسرخ در سرشماری ۱۳۹۵ که بعداً به شهرستان ارتقا یافت.
8. ↑  جمیعت بخش کوهسرخ از شهرستان کاشمر در سرشماری ۱۳۹۵
9. ↑  منهای جمعیت بخش‌های زبرخان و میان‌جلگه در سرشماری ۱۳۹۵ که بعداً به شهرستان ارتقا یافت.
10. ↑  منهای مساحت بخش‌های زبرخان و میان‌جلگه در زیرپرتال فرمانداری شهرستان
11. ↑  منهای جمعیت بخش‌های زبرخان و میان‌جلگه در سرشماری ۱۳۹۵ که بعداً به شهرستان ارتقا یافت.
12. ↑  منهای جمعیت بخش ششتمد در سرشماری ۱۳۹۵ که بعداً به شهرستان ارتقا یافت.
13. ↑  منهای جمعیت بخش صالح‌آباد در سرشماری ۱۳۹۵ که بعداً به شهرستان ارتقا یافت.
14. ↑  منهای جمعیت بخش کوهسرخ در سرشماری ۱۳۹۵ که بعداً به شهرستان ارتقا یافت.
15. ↑  منهای مساحت بخش ششتمد در سرشماری ۱۳۹۵ که بعداً به شهرستان ارتقا یافت.